# Història de Txèquia

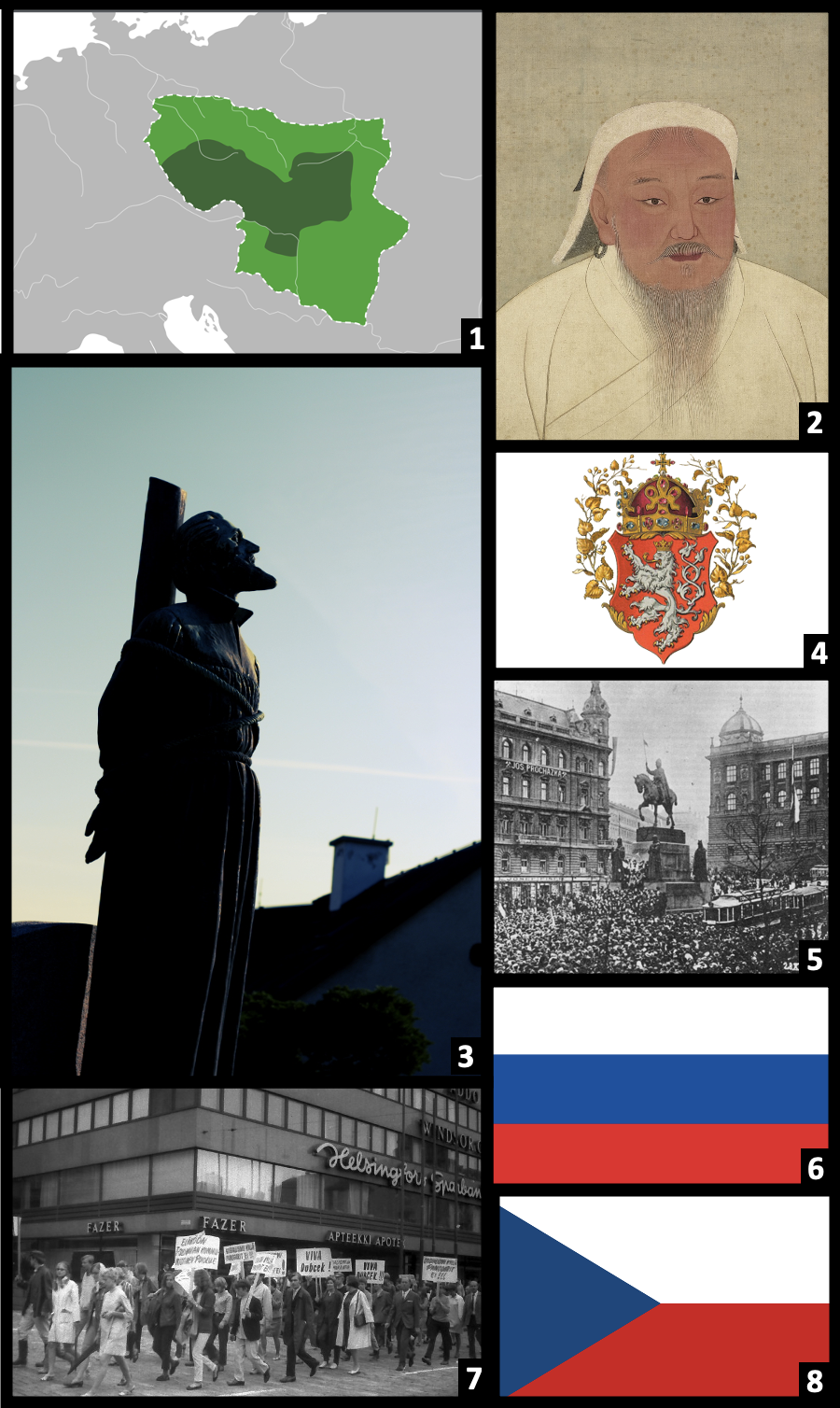
(1) Extensió suposada de la Gran Moràvia; (2) Retrat de Gengis Khan, responsable d'haver mirat d'envair Txèquia; (3) Estàtua homenatge a Jan Hus; (4) Escut d'armes de la dinastia Premíslida; (5) Manifestació a Praga per la unió de Txèquia i Eslovàquia; (6) Bandera d'Eslovàquia després de l'autodeterminació; (7) Manifestació a Lituània contra la invasió soviètica de Txecoslovàquia; (8) Bandera de Txèquia després de l'autodeterminació eslovaca.

Aquest article sobre la història de la República Txeca pretén cobrir la història del territori que pertany avui a la República Txeca, però que ha existit abans amb altres noms: Bohèmia o Bohèmia-Moràvia, País de la corona txeca, en fronteres que són més o menys les de l'estat actual.

## Prehistòria

### Els primers homínids
La República Txeca és dels països amb un passat arqueològic de recerques força nodrit. S'hi porten fent recerques arqueològiques des del segle xix fins hui. Fou de la mà de l'arqueòleg txec Josef Antonín Jíra que es fundà, de fet, el primer institut d'arqueologia txec. La darrera publicació més àmplia elaborada com a material de divulgació data del 2009 i conté prop de vuit volums. Ha estat elaborada per prop de 49 especialistes amb l'ajuda d'institucions com l'Acadèmia de les Ciències de la República Txeca. Hi destaquen autors com l'arqueòleg Evžen Neústupný.
Les restes més antigues d'homínids de què tinguem coneixement daten el Paleolític inferior (~2.500.000 fins al ~700.000). S'ha trobat força material d'Homo erectus i dHomo heidelbergensis. El primer és un gènere d'homínid capaç d'aixecar-se sobre les dues cames i mantenir-s'hi. La primera descoberta d'un Homo erectus data de 1888 a Sumatra. Es caracteritza per ser una espècie robusta dHomo sapiens amb un esquelet postcranial constituït d'ossos voluminosos. Té una mandíbula potent i amb una capacitat cranial de 900 a 1200 cm. Mercès a l'abundància de troballes a Schudol i Libuš sabem que els Homo erectus eren excel·lents caçadors, capaços d'agarrar peces tan importants com el rinoceront, el bisó, el cérvol o el cavall.
Homo hidelbergensis, per la seua banda, seria l'espècie d'homínid autòctona de Homo antecessor a Europa que s'hauria partit entre Àfrica i Europa. A banda, sabem actualment que les restes d'homes moderns a Txèquia com Homo sapiens ens duen vers el ~40.000. La interpretació de les troballes ens parlen d'un home amb una gran habilitat per a fabricar eines de pedra perfectament tallades. S'han trobat proves evidents d'això a Prosek, Silvenec, Sdlec i Ládví. En destaca el jaciment de Nebušice.
Per aquest darrer període destaquen arqueòlegs txecs com ara Jan Nepomuk Woldrich. A més de destacat geòleg, estudiat els jaciments arqueològics del sud de Bohèmia, entre l'Edat del Bronze i l'arribada dels pobles eslaus. Destaquen els seus treballs a České Budějovice, Týn nad Vltavou, Vodňany, Netolice, Volyn, Protivín i Písek.
El prehistòric txec és molt conegut mundialment per poblacions de caçadors-recol·lectors capaços de teixir, cremar terrisseria i amb un art simbòlic proper a Alemanya tal com presenten les restes de Venus fetes amb argila cremada (Dolní Věstonice (jaciment arqueològic)). S'han trobat, igualment, joies, enterraments amb ritual, etc, la qual cosa evidencia una espècie d'homínid característicament humana amb consciència d'ella mateixa i del seu entorn.
Vet ací alguns jaciments destacats:
- Gruta de Býčí skála
- Gruta de Koněprusy
- Gruta de Kůlna
- Gruta de Mladeč
- Abric de Šipka

#### La primera agricultura i vida sedentària
A la República Txeca també hi ha restes molt antigues de desenvolupament agrícola a Europa. Les evidències mostren una entrada ràpida del mode de vida sedentari, la qual cosa implica una nova cultura, una nova construcció societària amb noves formes de relacionar-se. El mode de supervivència canvia i, de retruc, s'experimenta un creixement espectacular del nombre d'habitants. En efecte, mercès a l'agricultura, l'home aconseguix guardar i domesticar, de forma que una part important de la població pot encarregar-se d'altres feines mentre creix demogràficament. D'ací aparïxen les primeres societats protoestatals.
El Neolític a la República Txeca està representat per una cultura amb ceràmica lineal, que és seguida per una cultura amb ceràmica punxada. A Moràvia, al final del Neolític, va aparèixer una cultura amb ceràmica pintada, influenciada pel cercle cultural de Lengyel. La gent vivia en assentaments xiquets a una mena de «cases comunals»". Ja cap al final del cultiu amb ceràmica lineal, aparïxen assentaments de gran alçada, grans edificis, sovint circulars amb propòsits poc clars.

### L'adveniment dels metalls

#### Edat del bronze
Amb el bronze tenim la primera cultura del metall a Txèquia. Vers el 2300 aC s'instal·la la cultura Únětice i perviurà fins aproximadament el 1600 aC. És la cultura més destacada però n'hi ha moltes més com la cultura Nitra, Chlopice-Veslé, grup Veterov, la cultura Lausitz Urnfield o la cultura Valatice. Situada al nord-oest de la Praga actual, s'han destapat prop de 1400 jaciments entre Txèquia i Eslovàquia, amb uns cinc-cents jaciments més a Polònia i uns cinc-cents més a Alemanya. La cultura Únětice va foragitar la indústria del bronze d'Europa central. Malgrat que inicialment es pensava que era així, hui sabem que la cultura d'Únětice no es deriva pas de la cultura campaniforme.
És una mena de cultura que es distingix per objectes metàl·lics força característics, com ara els lingots, les atxes planes, les dagues triangulars planes, els braçalets amb extremitats en espiral, etc. La presència d'armes en bronze denota d'una societat amb una certa jerarquia, sedentària i que domina el seu medi físic. Per les restes trobades a altres països, com ara Alemanya, amb el Disc de Nebra, sabem que era una cultura que tenia una visió pròpia del cosmos, probablement es dedicava ja a entendre el cel en allò que hui anomenem d'astronomia.
Vivien sobre colines amb ciutats xiquetes envoltades de palissades de fusta. Les cases també es feien de fusta i argila. Els murs podien ser decorats amb motiu geomètrics. Les estructures d'habitatge més típiques s'han trobat a la República Txeca. Inhumaven dels morts. Les necròpolis desenterrades deixen constància d'unes marques de riquesa i jerarquia social rares.
La seua economia es caracteritzava per la domesticació de la cabra, el porc i el bou. Es caçava el cérvol i el senglar. El cavall es domesticava i era igualment utilitzat per a l'enterrament de morts. Això apropa aquest tipus de cultura a les pràctiques que trobaríem a les estepes russes. Hi ha constància, finalment, d'una economia de comerç incipient entre Eslovàquia i la República Txeca.

#### Edat del ferro
El ferro a la República Txeca hi viu l'evolució de les cultures anteriors i noves introduccions, vingudes del nou metall. És el cas de la cultura d'Hallstatt, la cultura Bylan i la cultura Horák. La cultura de Hallstatt és la més destacada perquè es va dispergir per tot el centre d'Europa. Rep aquest nom pel municipi de Hallstatt a Àustria.
Per bé que els historiadors identificaren durant molt de temps les cultures d'Hallstatt i La Tène com les originàries de les llengües celtes, alguns estudis recents posen en qüestió aquesta hipòtesi. A Àustria com a Hongria, els topònims celtes semblen formar un superestrat per sobre d'una capa de topònims més antics que Peter Anreiter designa com a Eastern Alpine Indo-European. La densitat dels noms dels llocs a alçada celta a la regió dels Alps orientals és menys important que a Anglaterra o França. Aquesta cultura tingué un gran desenvolupament. S'estén des de l'Edat fosca, és a dir, aproximadament cap al 1200 aC fins al -1400bc i fins i tot 3000aC en l'anomenada Edat del Ferro Mitjà.

## Antiguitat

### Les guerres marcomàniques
Ara fa relativament poc temps es pensava que el territori txec no havia estat objecte d'invasió romana. El testimoniatge del franc Paul Diacó, la correspondència de qui permet dir que hi hagué intercanvis entre Roma i celtes de Txèquia, havia estat contestat i es dubtava que Txèquia hagués estat ocupada per Roma. Descobertes recents a Brno (Moràvia) posen en dubte la historiografia i permeten de dir que Txèquia també es veié implicada a les anomenades guerres marcomàniques.
En efecte, el territori txec era ocupat pels celtes que malgrat la penetració a Moràvia dels romans, van poder resistir a les invasions romanes. Per això mateix l'Antiguitat de Txèquia no es nodreix del procés de romanització, com ara a altres nacions europees, sinó que perdura dins la cultura celta. Els celtes, però, hagueren de fer front a Roma durant el segle ii. Els anomenats marcomans semblen ser un grup germànic aparentat als sueus. Degué haver-hi durant el segle ii desplaçament de poblacions a Polònia i això marcà pressió demogràfica a les fronteres celtes de Txèquia amb Roma. L'emperador Marc Aureli guaità d'impedir l'avançament germànic al sòl romà durant gairebé tot el seu regant i, d'aquí, surten les Guerres Marcomàniques.
Les troballes realitzades l'any 2018 a Brno demostren doncs que els celtes també degueren de veure's implicats en aquestes guerres que confrontaren romans contra germànics. A partir de la Pannònia (actual Hongria), els romans van pujar fins a Moràvia: rastres del seu pas i alguns campaments foren descoberts sobretot a Olomouc. Tanmateix, les troballes són poc significatives perquè un mapa genèric permet dir que la República Txeca no fou ocupada per Roma de manera durable. El país és aleshores una frontera impenetrable que cal inserir en la frontera dels llims que constituïen una barrera sobre la qual Roma no aconseguix mai anar més enllà.

### Edat d'or celta: les tribus bois
La civilització celta s'expandeix de Suïssa, concretament de La Tène, a la resta d'Europa i per bé que no resisteix a les invasions romanes a l'oest europeu, van ser presents a el que avui és Txèquia. Això confirma hi va haver continuïtat fins que la pressió demogràfica sorgida pels desplaçaments dels huns a les estepes, comença una nova etapa en què s'assimilen als pobles germànics. Durant el període de La Tène els cèltics s'expandeixen vers les illes britàniques, a la meitat oest de França, al Benelux, a la península Ibèrica, a Frísia, Pannònia i fins al centre d'Anatòlia amb alguns assentaments a Polònia.
No tenien alfabet propi però sí que tenien llengües pròpies. A cada indret on es van instal·lar, van fer servir els alfabets locals. En contacte amb altres pobles, s'hi aculturaren. Era una civilització que practicava una religió politeista, amb una estructura econòmica sedentària i recolzava en l'agricultura i els metalls. Per bé que Galícia és actualment assimilada a l'una de les nacions cèltiques, les llengües celtes han patit un gran retrocés fins a desaparèixer. Només es conserven  a les illes britàniques, on pateixen la pressió de l'anglès.
La societat celta es regia per classes: el clergat, la noblesa i el poble. El clergat era compost de capellans els quals tenien una funció espiritual, de coneixement, mentre que la noblesa era composta per guerrers i dirigien el poble. Els sacerdots es deien druides i en un context de religió politeista tenien com a funció la garantia de l'ordre a la terra. És a dir, de connexió amb les divinitats i, com a tal, eren percebuts com a figures sàvies, capaces de guarir a través de plantes curatives.
A Txèquia, ja dins d'una mirada més localitzada, hi tenim la presència de la tribu dels bois. Es tracta d'una tribu celta que s'establí entre Bohèmia i Pannònia. Etimològicament, el nom bois no té encara cap explicació satisfactòria. Hi ha dues hipòtesis, la primera que pensa que el terme voldria dir «guerrer» i la segona que pensa que vol significar «propietari de conreu». Apareixen en la literatura llatina per bé que cap autor romà els situa a Bohèmia. Cèsar i Tàcit diuen que travessen el Rin cap a l'est nòrdic. Estrabó, en canvi, diu que provenen del nord-est d'Itàlia. En tot cas, algunes fonts fan del terme l'arrel de Bohèmia, per bé que sabem amb certesa que "Bohèmia" és una llatinització del mot txec, de manera que el significat de bois encara és un dubte.

### Les migracions de pobles
Arran de les migracions dels huns, es desplacen els pobles germànics a l'oest Europa mentre que l'est es veu envaïda pels pobles eslaus. Si, en efecte, els germànics feren pressió a l'Imperi Romà d'Occident, foren els eslaus els encarregats de fer pressió a l'Imperi Romà d'Orient. El territori txec és presa de les tribus germàniques que deixen lloc a les eslaves. Primer els llombards, que es mantingueren a Moràvia, després els bàvars, seguits pels àvars, per deixar finalment lloc als eslaus. Els Llombards, concretament, semblen haver volgut deixar lloc als eslaus i dedicar-se a la invasió d'Itàlia.
Aquest periode de grans moviments migratoris que va començar al segle ii i que va durar fins a la primera edat mitjana va tocar tota l'Europa actual i impregnar la cultura, el sistema de valors, l'organització política i les llengües. Sota influència dels antics texts en llatí, queda de costum entre els historiadors parlar, erròniament, d'invasions bàrbares. Això es perquè en perspectiva històrica, és sobre la construcció dels assentaments eslaus que es construeix els estats de l'est, amb els seus sistemes polítics així com els seus sistemes de valors. Els eslaus arriben a Txèquia des dels Carpats del nord i de l'est, a través de l'actual Eslovàquia. En aquesta època, diverses fonts romanes parlen d'algunes tribus eslaves, de les quals s'extrau els noms actuals de nacions com la croata o la sèrbia. Les penetracions eslaves a Txèquia es feren segurament mercès a unes classes guerrers lliures. No varen perdre el temps, segons apunta Pavel Belina. En efecte, sembla que no foren molt influenciats pels àvars que ràpidament es desplacen cap a la península ibèrica, deixant lloc lliure als eslaus i, segons les informacions deixades pels mateixos francs, els àvars pillaven tots els hiverns amb ràzies el territori eslau txec. Una situació que incomodava i molt a les tribus txeques, les quals se solleven el 620 contra els àvars, expulsant-los. Segons les fonts franques, els sollevats responien als nom d'un guerrer suposadament franc, Samo.
La victòria porta Samo a ser escollit com a rei pels eslaus de manera que si hem de creure en allò que expliquen les fonts franques, Txèquia veié la construcció d'un primer estat conseqüència de les migracions eslaves. De fet, el primer monarca eslau, sembla que lliurà també una guerra contra els mateixos francs, concretament contra el rei Dragobert I, per bé que aquest fet és contestat. Tot plegat perquè, segons les fonts ja esmentades, hi hauria en joc la possessió d'una fortalesa al centre europeu, la Vogastisburg, que encara avui no se sap localitzar amb concreció.

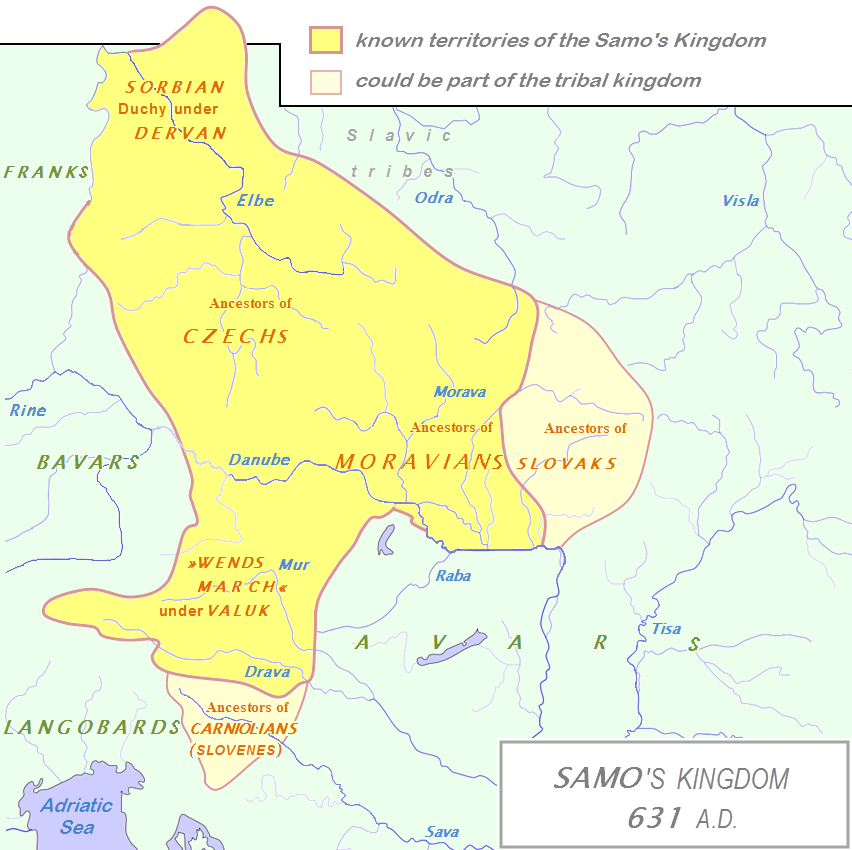
Regne de Samo
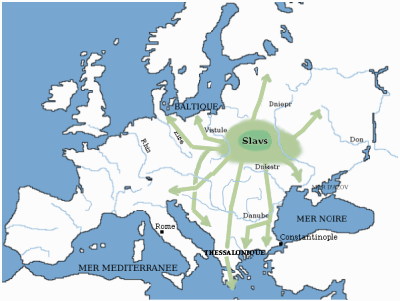
Dispersió dels eslaus occidentals
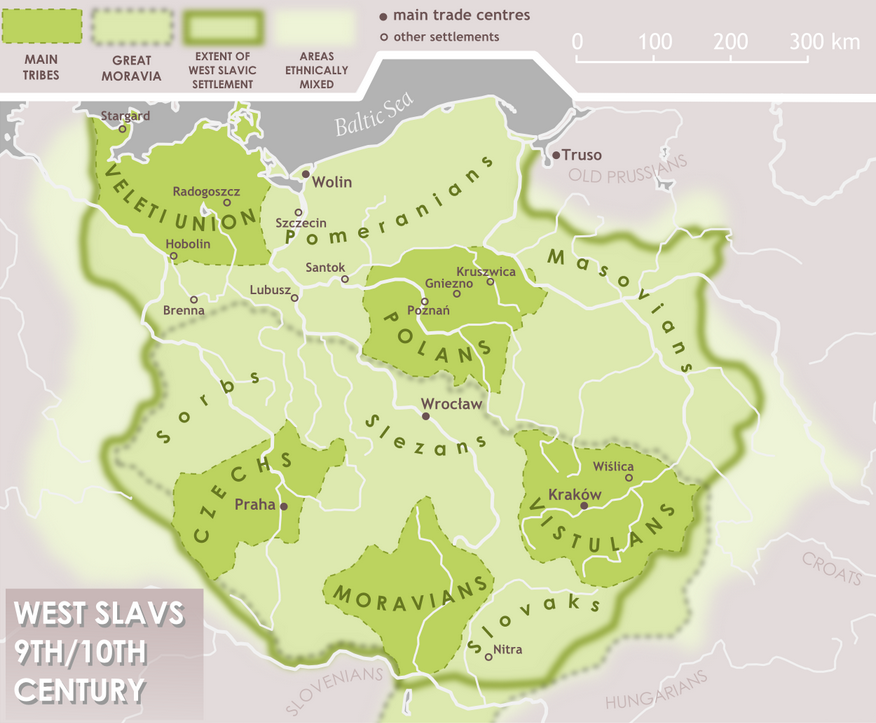
Eslaus occidentals entre els segles 9-10è
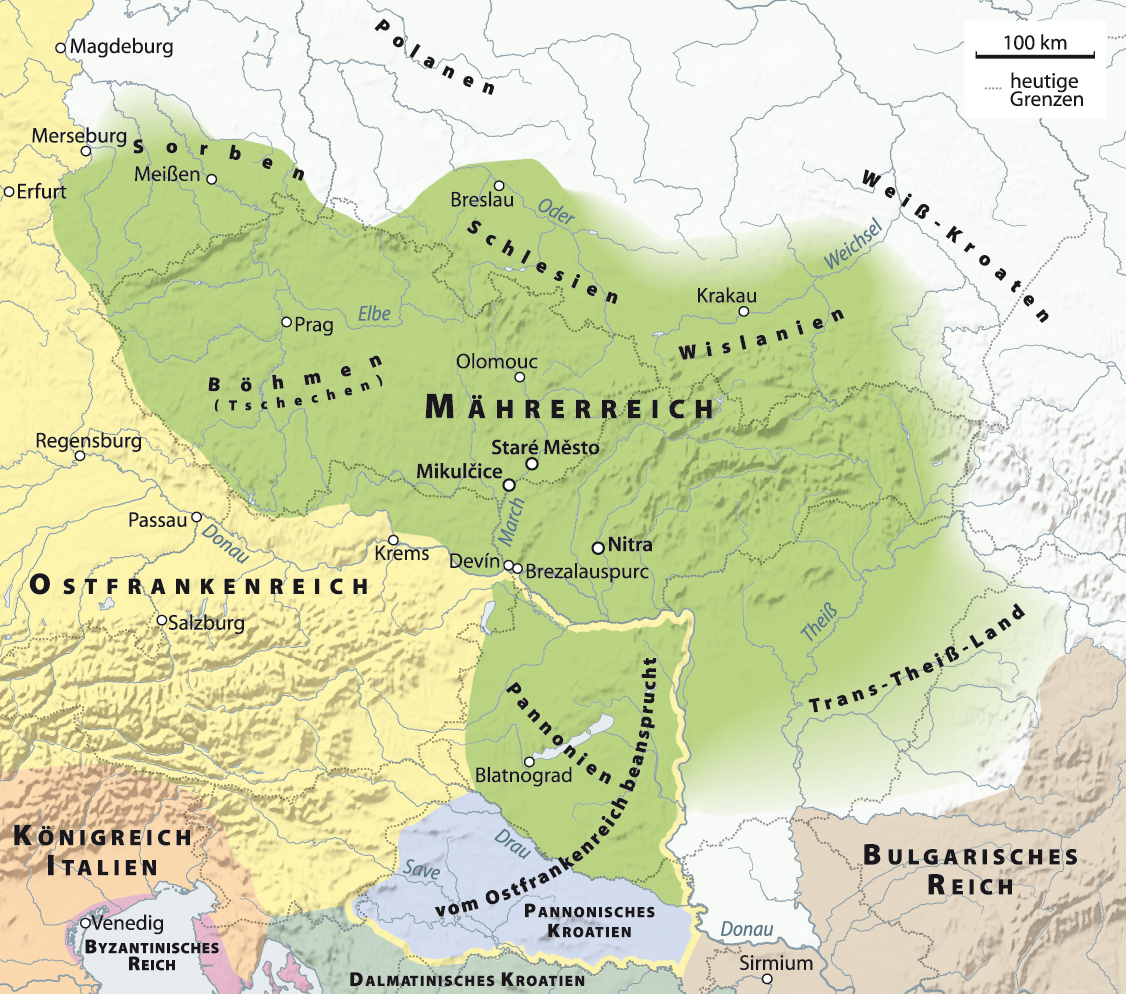
Principat de la Gran Moràvia en època de Svatopluk I
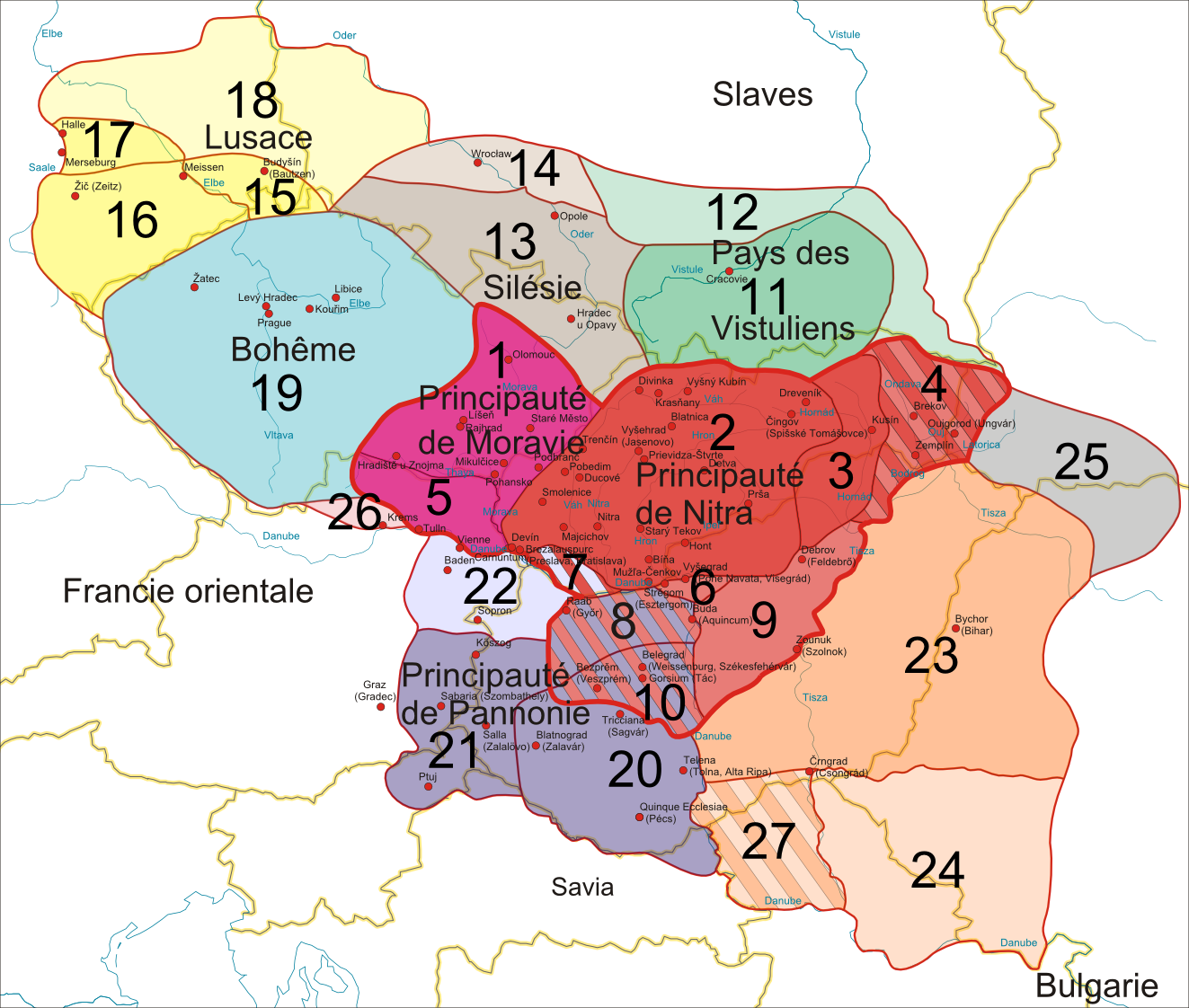
Gran Moràvia
Imperis francs 481-814

## Edat mitjana

### La cristianització de Txèquia

#### L'Imperi carolingi
Assentats a Tournai, la tribu germànica dels francs conquereix tot França i s'estén fins a Alemanya passant pel nord d'Itàlia i Dinamarca, a més d'Andorra i Catalunya. És l'obra del rei carolingi Carlemany que en un intent per reconstruir la glòria de Roma, s'alia amb l'Església catòlica i diu fer la guerra contra la resta de pobles germànics perquè són pagans i cal evangelitzar-los. Sobretot, cal fer-se amb recursos aliens per bastir un primer regne universalista a Europa després de la caiguda de Roma.
Mercès a Carlemany Europa viu un període d'esplendor cultural. Els monestirs es multipliquen. L'Església posseïx aleshores el monopoli del saber. Els monestirs n'eren els centres de producció i per això, amb l'ajuda del monarca franc, s'expandeixen una mica per tot Europa. Això contribuí a cristianitzar el continent. Tanmateix, a Txèquia, el cristianisme encara no hi havia penetrat o en qualsevol cas, no s'hi practicava al mateix nivell que a França. En efecte, a Txèquia hi vivien els eslaus bohemis, practicants d'una religió politeista de caràcter indoeuropeu.
Sabem que tenien una cosmovisió cíclica amb un món organitzat a partir d'un caos esdevingut ordre. Els rituals servien cíclicament per mantenir l'ordre, sinònim d'estabilitat. La prosperitat de la tribu es confiava a prínceps que semblaven posseir, dins les seues cosmovisions, poders màgics que permetien o asseguraven la comunicació entre el cel i la terra. Els prínceps eren doncs autoritats amb un poder sobrenatural que cal imaginar més enllà de la religió. Devia haver-hi doncs unió entre política i religió de manera que els prínceps, en realitat caps militars, eren responsables de mantenir l'ordre, és a dir, el sistema social tal com es presentava als seus contemporanis.
Així doncs a Txèquia no s'hi practicava el cristianisme. Carlemany decidix fer-li la guerra als àvars per convertir-los al cristianisme i això els allunya cap a l'est. De fet, les incursions a Itàlia, porten els àvars a avançar cap a Portugal, Castella i Catalunya. Els eslaus s'instal·len en el seu lloc i Carlemany torna a penetrar territori eslau txec amb la intenció de fer-ne un feu. Txèquia es transforma doncs durant el regnat de Carlemany en un feu franc. La intenció era tenir una rereguarda contra els àvars i per això es podria dir que Txèquia devia de constituir part de la marca militar àvara.

#### Fragmentació carolíngia

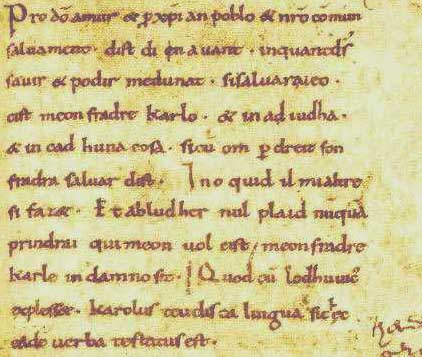
Extracte del Jurament

A la mort de Carlemany l'imperi carolingi entra en una crisi durable de la qual mai es recupera. Abans de morir, Carlemany havia designat ja un hereter per a tot el regne, el qual tenia la missió de continuar amb la tasca del pare i governar sobre tot el territori que el seu pare havia deixat. Aquesta decisió trencava definitivament amb la tradició franca. D'ençà que es volia que hi hagués únicament un rei i no una redistribució del regne a parts iguals entre els fills. Tanmateix, quan Carlemany pronuncia ja les seues últimes paraules, les coses canvien diametralment. Els fills de Carlemany no accepten la seua decisió. Carles i Lluís, contraris, s'unixen mitjançant el Pacte d'Estrasburg en què hi expressaren de forma explícita suport mutu fins a aconseguir el seu objectiu: tornar a partir el regne a parts iguals. És l'inici de la crisi dinàstica que acaba destituint els carolingis del poder.
Els regnes peninsulars del nord d'Europa, comencen la seua particular expansió i decidixen penetrar territori carolingi. Els vikings o normands, així anomenats a l'època, provocaren desestabilització i agreujaren de forma considerable els resultats de la crisi dinàstica. A la crisi interior deguda per les esbatusses entre fills, s'hi afegí l'esbatussa contra els normands.
Principats, ducats, comtats i altres entitats pròpies de l'edat mitjana s'assumixen totes soles. Mercès a això, es creen regnes a les fronteres militars carolíngies. Amb tot, els germans Carles i Lluís aconseguixen apartar l'hereter legítim i partixen el regne en tres mitjançant el Tractat de Verdun. Segons aquest, l'antic regne carolingi queda repartit de la següent manera:
- - Frància que traduït del llatí queda en França; part atorgada a Carles el Calb
  - Lotaríngia que traduïda del llatí queda en Lorena; part atorgada a Lotari I
  - Germània que deriva de l'alt alemany i que dona nom a Alemanya en la seua versió germànica (ex.: Germany en anglès); part atorgada a Lluís el Germànic

La part atorgada a Lluís el Germànic veu doncs una continuïtat separada de la resta. El rei rep Bohèmia com a feu i el país dels Àvars. L'atorgament és sinònim per a la República Txeca actual de cristianització. Des de la Frància Oriental o Germània hi ha tot un moviment missioner que es va desplaçar expressament a Txèquia per convertir-hi les elits i les poblacions.
Les elits foren convertides si fa no fa amb facilitat. La cosa ja no es va presentar de la mateixa manera amb les poblacions. Aquestes no adhereixen al cristianisme que expandeix a poc a poc i amb dificultat. Tot amb tot, és amb l'expansió de l'Imperi carolingi que Txèquia es converteix progressivament al cristianisme i, per tant, d'aquesta conversió també neix el primer regne txec. La relació amb el cristianisme porta les elits txeques a adoptar el mode de vida cristià de regnes com el franc i, precisament, aquest darrer és un estat teocràtic amb la seva pròpia jerarquia i sistema de valors. Tot això s'acaba traslladant a Txèquia.

### El primer regne txec

#### La Gran Moràvia

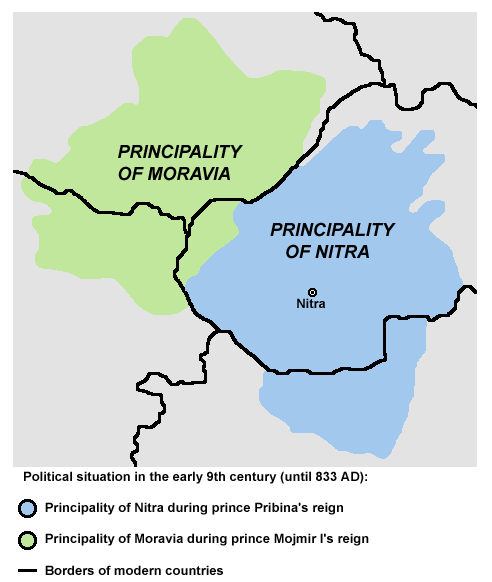
En verd, el principat de Moràvia durant el regnat de Mojmír I

Fronteres suposades de la Gran Moràvia sota Svatopluk I, segons la lectura tradicional txeca.

Les fonts actuals de les quals disposen els historiadors no permeten saber com arran de la cristianització s'aconsegueix bastir un primer regne però d'allò que tenen certesa és que l'Imperi Romà d'Orient parla de l'existència de la Gran Moràvia. Aquesta hauria estat capitanejada per Mojmir I, un príncep txec, primer a establir una dinastia monàrquica i que malgrat això, no permet anar més enllà i, com la mateixa formació del regne, no hi ha molta informació sobre la seva vida.
D'allò que se sap és que va lliurar disputes armades amb el príncep Pribina a Nitra, actualment Eslovàquia occidental. També que Mojmir I va annexionar Nitra. Tanmateix, ni tan sols hi ha molta informació sobre el mateix Pribina de Nitra. El que queda clar és que els eslaus vivien abans de la conversió al cristianisme en una societat jerarquitzada i probablement, amb el cristianisme van adoptar les formes de fer de les tribus franques, com ara la construcció d'un estat medieval. Un estat del qual ni tan sols podem dilucidar correctament l'extensió..
De qui hi ha més informació és del seu successor, Rostislav. Accedeix al tron el 846 i rep el suport de Lluís el Germànic de la Frància Oriental, és a dir, Germània. Hi presta fidelitat, estén la seva influència a Bohèmia, partint de Moràvia. Un afer que contraria Lluís II el Germànic. Temorós, certament, de veure-hi néixer un regne a banda, declara la guerra a la Gran Moràvia. Rostislav I demana llavors ajuda a Roma però la realitat sobre el terreny va ser que l'Església catòlica no s'interessava gaire pel regne. Hagué de demanar ajuda a Constantinoble, concretament, a l'emperador Miquel III, patriarca de Fotios. Aquest envia dos comandants per tal que l'ajuda servís posteriorment per crear una Església oriental.
Atès que l'Imperi Romà d'Orient aprofita l'ocasió per apropar-se a Pannònia, el bisbe de Baviera declara la seva oposició als ortodoxos i Roma s'implica en l'afer txec. De resultes, es reforma la litúrgia per adaptar-la a la llengua local. Situació que, no contrastant això, no va reeixir a apaivagar Lluís II el Germànic, el qual aconsegueix que es capturi el monarca txec com a represàlia. Tot seguit comença una política d'invasió de la Gran Moràvia. Si bé el successor aconsegueix treure els francs de les seves fronteres, haurà de prestar fidelitat i vassallatge a la Frància Oriental. Amb tot plegat el papa de Roma pren consciència de la necessitat d'estendre la seva influència a la República Txeca actual perquè la dualitat entre el cristianisme oriental i occidental pot comportar la pèrdua de territori. Per això mateix hi haurà una construcció força difícil del poder lligat a l'Església a Txèquia. Aquest es mou entre el cristianisme ortodox i el catòlic.
Dualitat que, en ultra, portava part de la població a retornar a les creences paganes i, degut a la pressió que exercien els magiars, Mojmir II va mirar de construir una aliança entre els francs i Roma, però finalment el regne és envaït i derrocat. Per bé que es va reeixir a formar un regne si fa no fa vassall de la Frància Oriental, la realitat és que la conversió al cristianisme no va ser gens fàcil i l'Església oriental va optar ràpidament per traduir la litúrgia en llengua local per a evitar retorns al paganisme. Un fet insòlit a l'època i que va permetre el desenvolupament d'una llarga literatura provinent de Txèquia i en direcció a Croàcia, Sèrbia i tota l'Europa oriental.

#### Dinastia dels Premíslides
La Gran Moràvia és envaïda el 907 pels hongaresos. Això marcarà en el mil·lenni posterior el destí separat de les nacions txeca i eslovaca. Efectivament, des de Bohèmia, s'organitza una resistència contra els magiars i es procedeix a la reconquesta mentre que Eslovàquia queda sota el domini hongarès. Degut a això, Txèquia passa durant els segles venidors sota el domini del Sacre Imperi Romanogermànic mentre que Eslovàquia camina cap a un destí diferent, més lligat a Hongria.
Cap al segle ix la resistència txeca es construeix al voltant de la dinastia dels Premíslides a Praga. Jurídicament aquesta resistència que conformava un principat sotmès al ducat de Baviera del Sacre Imperi Romanogermànic. El primer Premíslida, el regnat del qual és històricament provat, és Borivoj. Posseïa un petit territori situat aigües avall del riu Vltava. A Moràvia, amb la seva dona Ludmila, accepta la religió catòlica, que intenta estendre al país quan va tornar a Bohèmia. Va construir edificis religiosos importants com l'església de Levy Hradec. Gràcies al cristianisme els monjos i els sacerdots, que sabien llegir i escriure, hi portaren els primers llibres.
És l'època dels primers texts escrits en txec, però no només. Les esglésies importants incloïen un petit taller on es fabricaven llibres a mà. Els escrivans comencen a copiar texts amb ploma d'oca, en pergamí. Els llibres estaven plens de magnífiques il·lustracions i servien sovint per a difondre el cristianisme. Llavors sorgiren altres gèneres, com les biografies de sants o les cròniques que testimonien els esdeveniments importants i les accions destacables dels governants de l'època.
El 924, el príncep Venceslau I de Bohèmia pren el poder abans de ser assassinat el 935 pel seu germà Boleslau I i de ser beatificat. Sant Venceslau és el sant patró de Bohèmia. La ciutat de Praga esdevé el centre del poder i s'hi instaura un bisbat el 973, malgrat que el Regne de Bohèmia forma llavors part del Sacre Imperi. Enric I de Saxònia lliura fins i tot un conflicte armat contra el príncep de Bohèmia i aquest és obligat a prestar-hi jurament. Fet transcendental perquè el príncep de Bohèmia decideix conduir una política més coherent amb què es pugui portar Bohèmia a un millor estatut. D'aquí aconsegueix esdevenir l'un dels set prínceps electors de la Dieta del Sacre Imperi Romanogermànic.
És un cop més que Venceslau I, amb l'ajuda de l'Església progressa i això li valgué el seu assassinat. Amb i en contra, Boleslau I porta tot al llarg de la seva vida una política agressiva i a favor del seu germà i d'Otó I del Sacre Imperi. En contra perquè en tant que fill de noble, tenia el dret a fundar el seu propi regne i a favor, perquè un regne txec aleshores es construeix, que s'emancipa del Sacre Imperi Romanogermànic. Al mateix temps jugava en contra del germà perquè volia l'aval del Sacre Imperi Romanogermànic com a contrapès i per això Boleslau I no només assassina el seu germà, sinó que participa a les guerres que el Sacre Imperi Romanogermànic lliura contra els magiars d'Hongria.
La victòria sobre aquests permeté expandir el principat txec i això no agradà a Otó I. El príncep txec s'empara de Moràvia i Silèsia, a més d'una part d'Eslovàquia. S'arriba a casar la dinastia comtal amb Polònia i obté que l'Església catòlica reconegui una circumscripció territorial pròpia per a Txèquia. Encunya moneda pròpia, expandeix altre cop el cristianisme tot i la resistència evident dels eslaus, participa en croades al bàltic per cristianitzar-hi la població, a més d'assassinar possibles rivals al tron. Potencia les lletres i construeix la seva pròpia església com a mausoleu per a la família. El 1085, el príncep Vratislav II Premíslida és elevat al rang de rei de Bohèmia. La corona txeca esdevé hereditària amb Ladislau II el 1158. La urbanització del regne comença amb la fundació de ciutats com ara Brno, Znojmo o Podbrady. Amb l'assassinat del rei Venceslau III Premíslida el 1306, sense descendència masculina, la dinastia s'acaba.
Durant el regnat dels Premíslida, es comença a discutir sobre l'extensió territorial originària de Txèquia. El regne de la Gran Moràvia és evocat però els límits territorials apareixen llavors molt confusos.

### Regne de Bohèmia

#### La lluita de les investidures

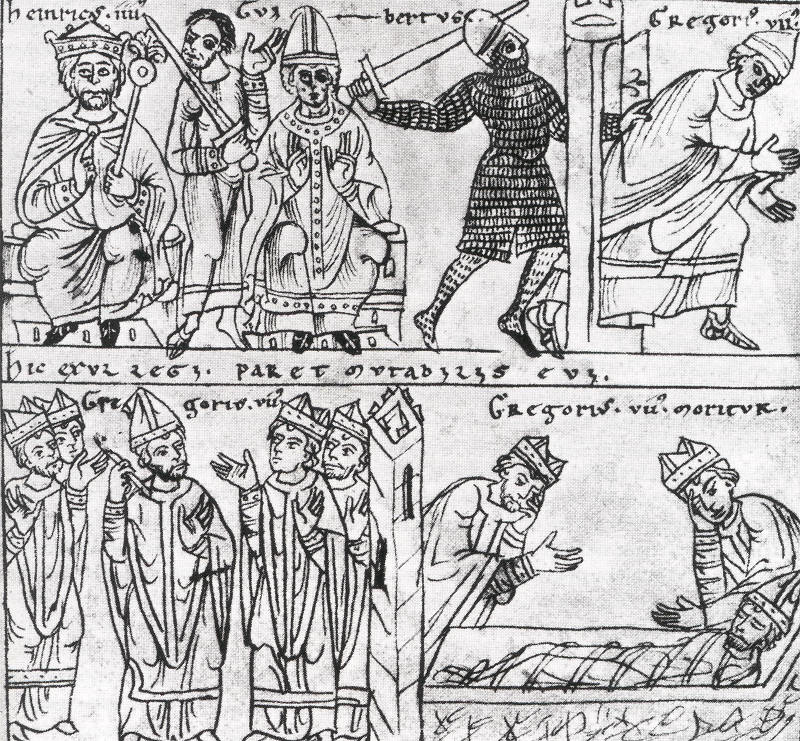
Enric i l'anti-papa Climent III. Mort de Gregori VII.

És arrel de la reforma de Cluny que emergeix una querella de dimensions geopolítiques entre el Sacre Imperi Romanogermànic i els Estats Pontificis. Entre el 1075 i el 1122 el papat mira d'aplicar les noves normes concebudes arrel de la reforma gregoriana. Aquesta voldria lluitar contra les faltes a les obligacions del clergat en vista de satisfer les crítiques creixents contra l'Església catòlica que com més va més criticada és per la corrupció, les seves riqueses materials, així com la manca de lleialtat a allò que s'especifica a la Bíblia mateixa.
Això comportava doncs un control més acèrrim de la jerarquia catòlica per part del papat així com una separació entre església i política. Ara bé, el Sacre Imperi Romanogermànic s'havia format justament mercès a la unió entre les dues perquè així recolzava les seues polítiques expansionistes. Per això la dinastia sàlica exercix aleshores un control elevat sobre l'elecció dels papes i la nominació dels capellans de l'imperi.
A partir del moment en què Roma vol retornar la seua autoritat d'investir tota sola els càrrecs de la jerarquia episcopal, Enric III del Sacre Imperi Romanogermànic s'hi oposa i amb això neix un conflicte territorial i polític que sacseja l'Església i la resta de regnes cristians d'Europa. És el cas de Bohèmia on Vratislav II dona suport al Sacre Imperi Romanogermànic, contràriament als seus homòlegs polonès i hongarès, que donaren suport a l'Església catòlica. El suport a l'Imperi germànic va implicar grans problemes perquè a la mort de Vratislav II, l'aristocràcia txeca es rebel·la contra el fill. La noblesa volia aprofitar l'ocasió per tornar el tron electiu i, això, topà amb el fill que malgrat perdre a la primera batalla i veure com el seu oncle governa en lloc seu, reprèn el poder i imposà la seva autoritat. El seu fill, Bretislav II, per tal d'evitar noves revoltes, conscient de la crisi anterior, expulsa gent discordant i es fa envoltar de familiars a la cort, però fins a l'any 1125 les turbulències no són minses. Tot de monarques se succeeixen sense gaire èxit.

#### L'organització del Regne de Bohèmia
El principi eslau del repartiment del poder entre tots els membres de la família regnant, segons el qual la corona torna al més gran, mentre que els altres es reparteixen en herència les terres de Moràvia, desapareix el 1198. L'administració del territori és confiada a comtes (comes, župan) designats pel rei i als quals, a partir del segle xiii, se'ls assignaran «funcionaris reials» per secundar-los. El poder polític pertany no sols al rei, sinó també a la nació, és a dir, a les classes privilegiades que s'expressen per la dieta (Landstag), constituïda per representants dels estaments (Stände) en nombre de quatre: L'estament dels prelats (Prälatenstand) que inclou només l'alt clergat (l'arquebisbe de Praga, els sufraganis d'Olomouc i de Litoměřice, els abats i els priors dels col·legials); l'estament dels senyors (Herrenstand), format per una vintena de grans famílies txeques, alemanyes o estrangeres vinculades a la dinastia i que fonamenten el seu poder en la gran propietat rural; l'estament de la petita noblesa composta de gentilhomes i cavallers (Ritterstand), guerrers al capdavant de petits feus; l'estament de les ciutats que s'administren elles mateixes. Fins al 1618, els estaments, llevat del Prälatenstand descartat des de les guerres hussites, tenen el privilegi de l'elecció del rei i del nomenament dels grans funcionaris. La dieta es reuneix cada any al Hradčany (el castell de Praga) el novembre o el desembre. És presidida per comissaris reials i el sobirà no hi apareix de manera més que excepcional a partir del segle xiv. Soluciona els problemes financers (imposts), militars (lleves de tropes), econòmics (manteniment dels canals de comunicació) o religiosos.

#### La invasió de l'est europeu
Es coneix amb el nom d'Ostsiedlung la colonització alemanya a l'Europa Central i Oriental que començà al segle xii i conclogué al segle xv. A l'alta edat mitjana la població de parla alemanya marxa cap a l'Europa central i oriental per mor d'una forta pressió demogràfica, així com a la crisi derivada de la pesta. Això va afectar igualment els territoris txecs. La colonització tingué una cara violenta i una altra de més pacífica. Entre Bohèmia, Polònia i Hongria és el cas per a disputes de poder. El rei de Polònia crea marques militars, districtes fronterers, de Brandenburg a Mecklenburg. Lotari III n'obté la submissió dels prínceps obotrites i pomeranis, a la vegada que fa casar la seua filla única al duc de Welf, més conegut com a Enric el Superb, amb la cessió del ducat saxó corresponent.
El caire pacífic va donar una imatge molt positiva per a Txèquia. El territori es nodreix de tècniques noves que donen un impuls a l'economia. Hi ha igualment un regirament intel·lectual amb què el territori queda nodrit d'universitats. L'alfabetisme s'expandeix i això va permetre treure el monopoli que tenia l'Església sobre el coneixement. El creixement econòmic va donar ales a un estat txec tutelat pel Sacre Imperi Romanogermànic. Més força econòmica era sinònim de més independència.
Les vagues colonials estigueren motivades per una promesa d'obtenir millors terres. El fet que es pogués ocupar militarment territori aliè i afranquir-se era un bon al·licient. Nodrint-se de retòrica evangelitzadora, la població migra massivament i s'instal·la en territori central i oriental europeu. Aquest episodi és molt important de destacar per comprendre episodis de la història mundial i alemanya. En efecte, durant l'entreguerres i fins i tot durant el segle xix, la propaganda feixista alemanya argumenta tenir un «espai vital» a l'est d'Europa, principalment a Txèquia i Eslovàquia. La propaganda estatal pren com a fonament aquesta colonització esdevinguda durant l'edat mitjana. Els episodis que porten a la Segona Guerra Mundial s'originen doncs en aquest episodi medieval. Polònia tenia efectivament territori de parla alemanya perquè històricament el país ha estat fragmentat per Rússia i Prússia, les quals hi motivaren vagues d'immigració de parla germànica o russòfona. El mateix episodi es repeteix si fa no fa amb Txèquia i, d'ací doncs, que l'Alemanya Nazi reivindiqués el territori dels Sudets. La qüestió a l'est era purament expansionista atès que Prússia hi havia promogut migracions com a mètode de substitució cultural.

#### La invasió mongola de Polònia, Hongria i Txèquia

Expansió de l'Imperi mongol de 1206 a 1294 i construcció de l'Horda d'or entre el 1279 i el 1294.

A la mort de Genguis Khan, el centre asiàtic viu sota l'espada de l'Imperi mongol. Les noves tàctiques de la guerra i la virulència contra la població envaïda porta els mongols a construir un imperi devastador i enorme. Cap al 1223 Rússia és atacada pel poder mongol i l'any 1237 la invasió ja és una realitat. La monarquia russa no reïx fer front a l'Imperi mongol i és assumida.
Els mongols perseguixen doncs la seua particular conquesta d'Europa partint d'Ucraïna i Crimea fins a Polònia. Penetren territori hongarès i seguixen fins a Polònia. Encara que Polònia es veié afecta a les fronteres, Bohèmia no. El rei Vencelas I va haver de demanar ajuda al Sacre Imperi Romanogermànic i unir-se a Polònia i Hongria per tal de fer fora l'invasor. Per bé que els tàrtars no van reeixir anar més enllà del sud, la realitat és que Polònia hauria estat envaïda si no fora per circumstàncies imprevistes.
La mort del cap del clan a Hongria porta l'Imperi mongol a desestimar la invasió cap a nord i, per tant, Polònia torna a la normalitat. Això sí, l'Imperi mongol, tot i desestimar la invasió d'Escandinàvia, es queda amb Rússia i en aquesta s'hi construex l'Horda d'Or. Hongria i Bohèmia varen quedar estalviades.
La invasió mongola té tot un rerefons de disputes reials. En efecte, el ducat d'Àustria, que havia assolit vora el 1240 independència respecte del Sacre Imperi Romanogermànic, del qual era simplement una marquesia, es queda l'any 1250 i arran de les invasions, sense descendent, mort en batalla contra els hongaresos. Per línies successòries, la descendència havia de recaure a mans del bohemi Vencelas I. La noblesa austríaca no les veu totes i mira de decantar la balaça cap a Hongria. La sort es decanta per Bohèmia.

#### El Gran Cisma d'Occident

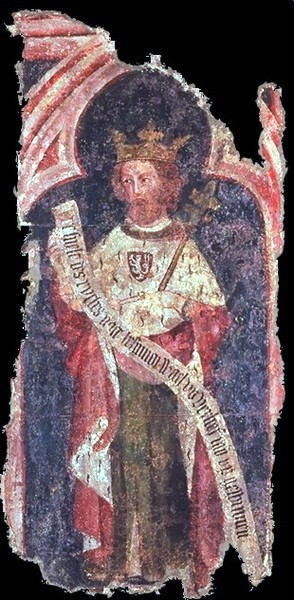
Fresc de l'ajuntament de Colònia que representa Carles IV

El Gran Cisma d'Occident fou la crisi pontifícia que sacsejà el cristianisme romà vers el segle xiv i xv (1378-1417). Dividí durant quaranta anys l'Europa cristiana en dos corrents ideològics rivals. És a dir, trencà temporàriament el concepte universalista imperial de l'Església catòlica: la cristiandat.
S'explica per diverses causes:
- A França el rei manté guerres interminables contra el comtat de Flandes perquè vol apoderar-se'n per tenir recursos
- França i Anglaterra s'està lliurant la Guerra dels Cent Anys i el rei francès necessita recursos
- El comerç i el floriment progressiu de les ciutats fa néixer una incipient classe mercantil

Així doncs França mira de trencar amb el sistema dels tres estaments que caracteritza el feudalisme europeu. D'aquesta manera aconseguia arribar als recursos d'aquests nous marxants. De fet, l'ambient urbà creixent desenvolupa escoles laiques i l'Església catòlica perd progressivament el pes que posseïa en la cultura i difusió del saber. Aquest element constituïa el seu poder tou per mantenir-se com a imperi.
Bonifaci VIIIè i Felip el Bell s'esbatussen doncs en l'anomenat Cisma d'Occident. Una part del papat se'n va cap a Avinyó i s'hi proclama la seu del papat mentre que l'altre es queda a Roma i contesta l'autoproclamació de papes a Avinyó. Aquesta crisi tingué un caire internacional. Castella, Aragó-Catalunya, Borgonya i Escòcia es posicionen del costat francès mentre que Hongria, Flandes, Anglaterra o el Sacre Imperi Romanogermànic es posicionaren del costat italià.
Les intrigues de palau tornen doncs a posar-se a l'ordre del dia a la Dieta del Sacre Imperi Romanogermànic. Roma aconsegueix destituir Venceslau de Bohèmia i duc d'Àustria, favorable a Avinyó, per col·locar-hi el compte palatí Robert de Wittelsbach, favorable a Roma. El successor de Venceslau, Ottokar es veu assetjat a Àustria per Robert I del Sacre Imperi Romanogermànic. Ha de signar-hi la pau a canvi de desfer-se d'Àustria i poder conservar Bohèmia i Moràvia.
Ambiciós com la resta, Venceslau II es fa llavors amb Polònia. El regne bohemi ha perdut Àustria, certament, però ara envaeix un antic enemic, Polònia. No tenint-ne prou, s'apodera d'Hongria en plena crisi successòria. Hi posa al tron el seu fill, Venceslau III. Però això no va agradar pas a tothom, principalment no a Roma. Venceslau II mor i deixa al seu fill un afer major. Polònia es rebel·la contra l'invasor mentre ha de fer front a la resistència hongaresa. Es mira de trobar suport a França, però, aquí s'hi barreja la disputa reial del Gran Cisma d'Occident. Durant el regne de Robert I del Sacre Imperi Romanogermànic la confrontació fou constant entre els partidaris dels papes i dels antipapes. És finalment amb la seua mort, l'any 1410, quan el germà de Venceslas III, Segimon, escollit nou monarca del Sacre Imperi, que pren final el Gran Cisma d'Occident. Se celebra el Concili de Constància (1414-1418). L'acord de pau posà les bases per al declivi definitiu de l'imperi muntat per Roma. Bohèmia es troba de cop i volta davant una crisi successòria. Venceslau III és mort i s'extingeix la branca dels Premíslida.

#### L'expansió de Polònia i Hongria
L'extinció de la dinastia dels Premíslida va tenir molt a veure amb l'expansió polonesa i magiar. A Polònia després d'uns anys de cercament per part dels seus veïns, la dinastia dels Priast comença a ambicionar un estat fort i equiparable al Sacre Imperi Romanogermànic i per això s'inicia la guerra contra el veí germànic. Arran d'això Polònia avança sobre territori txec, annexionant-ne el nord. Al sud les tribus magiars s'estabilitzen i com el seu homòleg polonès, passen a construir el seu propi estat i això va comportar trepitjar territori txec. Txèquia es veu aleshores cercada al seu torn. De la mateixa manera que havien fet els Premíslida, la dinastia polonesa s'apropa a l'Església catòlica i sota aires evangelitzadors comencen les guerres d'annexió.
El 1310, Elisabet de Bohèmia, filla del rei Venceslau II i hereva del tron de Bohèmia, es casa amb Joan de Luxemburg. El seu fill Carles esdevé rei de Bohèmia el 1346 i emperador del Sacre Imperi Romanogermànic el 1355, data que marca el començament d'una edat d'or a Bohèmia. La Universitat de Praga (Universitas Pragensis en llatí), la primera universitat d'Europa central, va ser fundada el 1348. Praga esdevé la capital del Sacre Imperi i Carles IV l'embelleix: el pont de Carles uneix les viles de Malá Strana i la Ciutat Vella. Carles IV funda també la Ciutat Nova i hi construeix unes muralles noves, que doblen la superfície urbanitzable protegida. Al castell de Praga comença a construir la catedral de Praga l'arquitecte Mathieu d'Arras. Al sud de Praga, Carles fa edificar el castell fort de Karlštejn, joia de l'arquitectura fortificada gòtica. Amb 40.000 habitants, Praga és una de les ciutats europees més importants.

## Edat moderna

### El període dels conflictes religiosos

#### La pesta negra
L'epidèmia de la pesta de l'any 1380 i els seus rebrots són l'origen del final del regnat de Carles IV. La perta de població va ser considerable. S'estima que hi varen morir prop del 10% a 15% dels bohemis. Les mesures de protecció varen delmar l'economia i a causa d'això hi va haver un descens del valor de la moneda. Es va estendre el bandolerisme i les ràtzies a les fronteres amb Àustria. A resultes de tot això, va començar a haver-hi igualment un pugna pel poder.
Amb les relacions comercials exteriors paralitzades, amb les ràtzies, el bandolerisme i la pugna pel poder, la població txeca es deixa endur per un corrent del tot contestatari envers l'Església catòlica. Roma no explica pas allò que succeeix, ans al contrari, hi contribueix. La població veu com l'Església catòlica s'ha tornat un estat luxós i corrupte. Això dista de ser la doctrina de la Bíblia. A més a més, l'època de desenvolupament econòmic que havia vingut amb Carles IV ha estès una mica per tot arreu l'aprenentatge de la lectura i l'escriptura. Les bíblies a Bohèmia ja es feien traduir feia temps, d'ençà que tot començant l'Edat mitjana, l'Església catòlica es proposa de traduir-les per convertir les poblacions eslaves resistents a parlar llatí.
A banda de tot això, la pesta va delmar considerablement les poblacions urbanes. Estaven habitades principalment per ètnia alemanya i degut a la pesta negra, Bohèmia va haver de prendre decisions per tal de continuar fent viure les ciutats. S'assisteix doncs a un repoblament de les ciutats amb ètnia txeca. Quelcom que feia esclatar conflictes entre alemanys i txecs. Tot amb tot, les calúmnies i les epidèmies obligaren d'alguna manera a les poblacions de l'est, principalment a Bohèmia, preguntar-se, fer-se preguntes sobre el sentit de la vida cristiana. El cristianisme deixa de ser quelcom que s'hagi de mostrar i comença a ser una pràctica individual, de salvació individual.
També, hi ha una força creixent de burgesos que saben llegir i escriure, als quals no els plau gens ni mica la rigidesa de la piràmide medieval. Aquesta població pateix de la crisi i les restriccions al comerç els va en contra. És població que té poder econòmic, per bé que és exclosa de la noblesa. Suma com la resta al descontent i, en tenir força financera, s'ennobleix i contribueix a qüestionar el poder eclesiàstic.

#### El moviment hussita

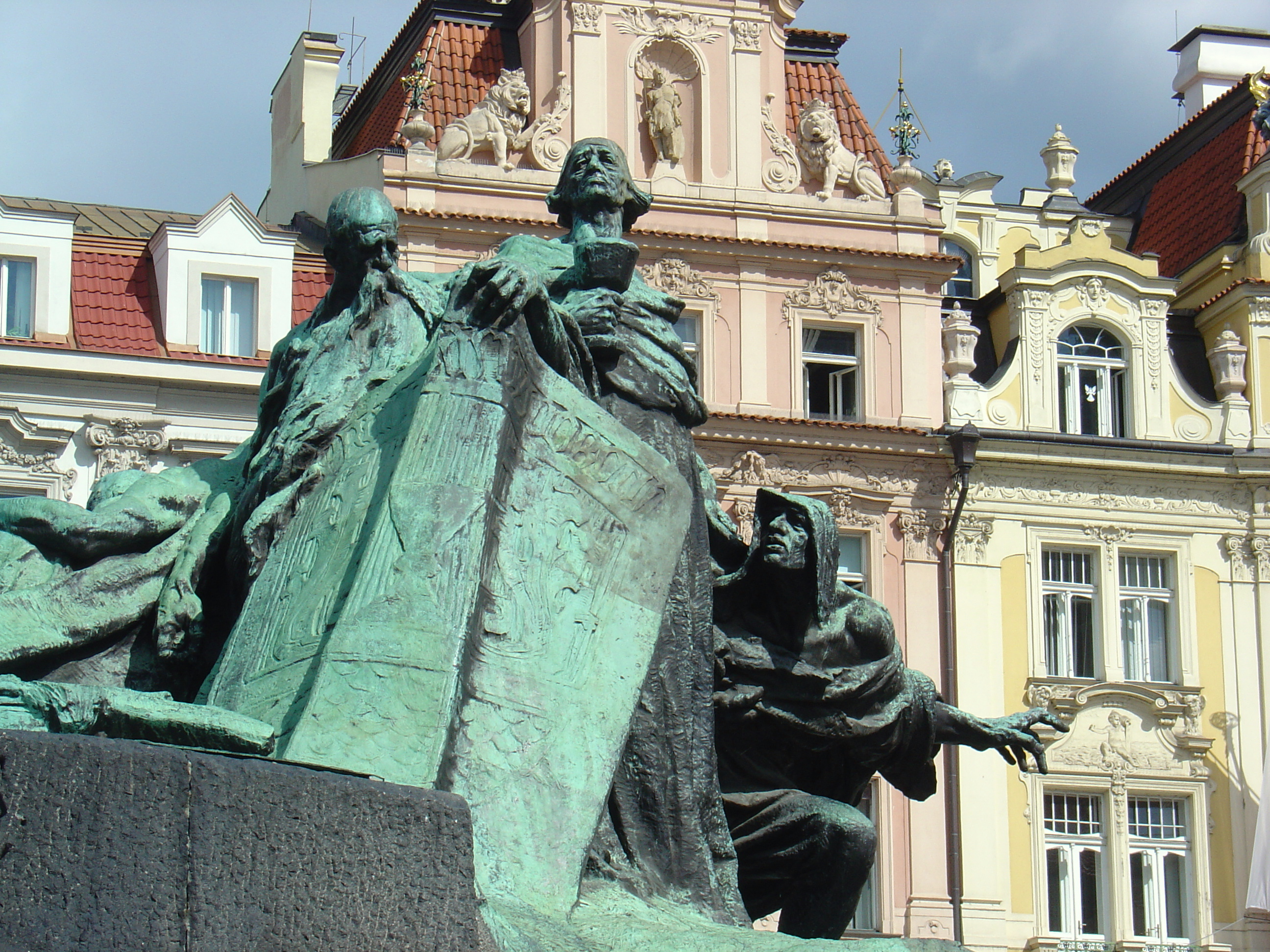
Monument à Jan Hus a la plaça de la Ciutat Vella de Praga. El reformador religiós (al centre) simbolitza la integritat moral; els grups que l'envolten, les glòries i sofriments del poble txec

De la crisi social que hi havia amb la pesta negra, hi va florir tot un moviment contestatari que postulava una reforma de l'Església. És el moviment hussita (1402-1485) que s'esdevé perquè Praga havia estat sota Carles IV de Bohèmia i de la casa dels Luxemburg, una capital forta econòmicament i culturalment. La literatura en llengua txeca s'hi va divulgar àmpliament, alhora que hi va haver un floriment de la música i les arts plàstiques. Les universitats surten com els cogombres i rivalitzen amb els monestirs eclesiàstics. El coneixement s'expandeix i no és en mans úniques de l'Església catòlica. És doncs entre els cercles d'universitaris que s'hi sol·licita reformar l'Església i, finalment, la cara més visible fou la de Jan Huss. En tant que moviment religiós reformador, representa una competència a l'autoritat del papat i una afirmació de l'autonomia nacional en els afers eclesiàstics. En tant que «moviment nacionalista» txec, té implicacions anti-alemanyes i anti-imperials i pot, per tant, ser considerat una de les manifestacions del llarg conflicte germano-txec.
És de Txèquia, aleshores Bohèmia, que tot Europa es deixa endur per la reforma que s'acaba cristal·litzant en un cisma religiós més, el protestantisme. De Suïssa, França a Suècia, Escòcia, fins a Alemanya, Luxemburg, tot passant per Andorra, Itàlia, Catalunya i Hongria, el protestantisme va fuetejar el continent sencer. Jan Huss va tenir el suport ideològic de Stribro, hàbil polemista i filòsof de Praga. El programa d'ambós era fàcil d'entendre. S'hi demanava un retorn a allò escriticament bíblic, seguir d'alguna manera l'exemple de Crist. És a dir, una vida més humil, sense materialisme i de pràctica religiosa interior. A la mort de Carles IV el 1378, el seu fill Venceslau IV esdevé rei de Bohèmia i emperador del Sacre Imperi Romanogermànic. És en aquesta època, marcada a Europa pel papat d'Avinyó i l'anarquia regnant en el Sant Imperi, que comença la història del moviment hussita.
A Praga, Conrad Waldhauser predica a favor d'una reforma de l'Església i contra els seus excessos. Jan Hus, rector de la Universitat Carles, segueix el seu exemple. Les seves prèdiques, que prefiguren les tesis protestants de Martí Luter i Jean Calvin, provoquen la ira de la jerarquia catòlica però troben un ampli ressò en el públic. Jan Hus és convocat el 1414 al Concili de Constança. Hi va amb la intenció de defensar les seves tesis, però serà condemnat com un heretge a ser cremat viu. La revolució hussita està en marxa, la qual cosa provocarà una guerra fratricida i quinze anys de desgràcies en una Bohèmia fanatitzada entre els hussites, partidaris de les tesis de Jan Hus, i els catòlics. Dona lloc a la primera Defenestració de Praga. El concili de Basilea, Ferrara i Florència posa fi a les guerres hussites i garanteix una certa tolerància doctrinal a l'ala moderada del moviment hussita (cosa que va comportar la guerra amb els taborites, que es convertiran al protestantisme quan arribi la Reforma.
En 1458, el governador Jordi de Podiebrady és escollit per la dieta rei de Bohèmia, de resultes de la defunció de Ladislau I de Bohèmia. A la seva mort, la corona passa a la dinastia lituanopolonesa dels Jagelló; després, el 1526, a la dels Habsburg.

#### Guerres hussites (1419-1436)
El 1419 esclata la primera guerra de religió a Europa. El moviment hussita troba dues posicions que s'enfronten per la descendència al poder de Bohèmia. Allò que els uneix és el desacord amb els esdeveniments. Jan Hus és mort i això fa esclatar una gran ràbia catalitzada en una revolta molt violenta que genera la guerra. Una part dels hussites es radicalitza i s'enfronta a l'altra que és un xic més moderada. Els segons comparteixen les prèdiques de John Wyclif, els primers són molt més partidaris de Jan Hus (1369-1415). La base de la disputa es troba en l'eucaristia. El problema de la transsubstanciació: és o no rebre el cos de Déu o és només un símbol, els uns rebutgen el calze, els altres no. Això teològicament, políticament, el problema és un altre.
A la mort del monarca, aquests dos grups tenen desavinences perquè els uns són totalment partidaris d'excloure l'Església catòlica. La qüestió és que en consonància amb la Reforma, l'Església ja no hauria d'assumir les regnes de l'estat i s'hauria de separar les dues esferes. Roma mira de moure peons per tal que s'esculli algun descendent catòlic i és aquí on parteix la primera croada hussita. Els més radicals no volen pas que Roma posi el nas a Bohèmia..
- Primera croada (1420-1421)
- Segona croada (1421-1422)
- Tercera croada (1422)
- Quarta croada (1426-1427)
- Cinquena croada (1431-1433)

Les croades varen tenir totes caràcter internacional perquè Sigmund de Luxemburg era pretendent al tron. La família dels Luxemburg ha teixit matrimonis amb bona part dels llinatges del Sacre Imperi Romanogermànic. Un triple concili posa fi a les croades i a la guerra. Entre Basilea, Ferrara i Florència es va pactar la pau. L'acord de pau es coneix com a Compactata.
A les negociacions les hussites exigeixen el compliment dels «Quatre Articles de Praga»:
- igualtat de tothom a la missa i comunió en pa i vi
- prohibició i punició per tots els pecats mortals i flagrants
- les prèdiques, els resos i els sermons poden fer-se en llengua vulgar
- els clergues no poden tenir poder temporal

La guerra l'acaba amb la victoria dels més moderats i per això, Sigmund de Luxemburg accedeix al tron jurant únicament el primer dels quatre articles. El pacte de pau va permetre, però, que l'Església de Roma reconegués que hi havia dues comunitats de cristians a Bohèmia.

#### De l'interregne a la dinastia dels Jaguelons (1436-1458)
L'acord de la Compactata no va ser acceptada per la banda més radicalitzada. De guerra, en guerra, va trocar una altra guerra. Aquesta vegada la cosa es focalitza molt més en qui seu al tron, que en qüestions teològiques. L'existència d'un rei catòlic per a una població protestant, genera friccions. A la mort de Sigmund de Luxemburg, torna la violència.
Els pretendents al tron són:
- Albert de Hasburg, gendre de Sigmund
- Casimir de Polònia

Cap dels dos pretendents fa unanimitat. Comença llavors un llarg interregne en què Bohèmia va ser administrada per associacions politico-militars anomenada landfryd. Molts cops aquestes associacions tenien al seu capdamunt senyors feudals partidaris de la Reforma. Hi hagué durant l'interregne batalla fins i tot entre aquests senyors. La majoria hussita no volia pas veure cap catòlic a Praga i per això s'inicien operacions militars per garantir-se que el territori es troba en mans d'hussites.
D'aquesta operació es corona a Ladislav el Pòsthum però el seu regne no fou molt fàcil i, de fet, gens durador. Catòlic, les friccions continuaven perquè territorialment, Bohèmia era protestant i el seu monarca, en canvi, era catòlic. Tot inspirant-se d'Hongria, es resol posar a Jordi de Poděbrady al tron. És a dir, es tria una personalitat bohèmia, en lloc de trobar descendència a l'exterior. L'acceptació del nou monarca va ser crucial perquè Bohèmia ja no seria electa hereditàriament, sinó que caldria escollir-ne el seu monarca.
Però, altre cop, la nova situació, molt més adequada per a la pau, va tornar a generar conflictes. La minoria catòlica no suportava que Bohèmia estigués en mans protestants. El monarca va emprendre una gran política de conciliació amb l'objectiu de garantir la pau interna i evitar l'aïllament internacional. A fora no tothom estava d'acord amb l'ascens d'un príncep protestant al tron. Els hussites eren malvistos malgrat que fou de la mà de Jordi Poděbrady que es proposa una primera reunió diplomàtica entre caps d'estat amb l'objectiu de resoldre desavinences de forma pacífica. Avui hi ha qui vol veure-hi una primera ONU.
En un cop d'Estat es mira de revertir la situació sense tenir èxit i, finalment, Jordi de Poděbrady assoleix arribar fins al final del seu regne. A la seva mort, Bohèmia és succeïda pels Jaguelons.

### El Renaixement

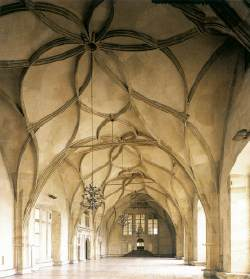
La sala Vladislav, obra gòtica de Benedikt Rejt per al castell de Praga.

#### Música i literatura
El protestantisme va contribuir enormement a l'alfabetització de la societat. L'alfabetització no era en si un valor afegit en aquella època però sí que permetia la lectura individual de la Bíblia. Per això mateix els hussites varen fer comptes de promoure-la. En conseqüència s'aprecia la potenciació de la literatura i de la música durant el segle xv. L'alfabetització tampoc no ho explica tot. L'èxit de les lletres durant el segle xv es deu igualment al fet que les literatura va ser utilitzada, més que les arts plàstiques, com una manera de convèncer la població de convertir-se al protestantisme.
De tot això hi va haver un rellançament de la llengua txeca. El llatí va deixar de tenir el mateix lloc. Era una llengua que s'havia associat intencionadament a llengua franca i això volia dir que l'accés a la cultura era només en mans d'uns pocs. Per aquest motiu el txec va prendre força. Fer-lo servir era una manera de rebel·lar-se contra l'Església catòlica. D'aquesta forma sorgeixen les primeres Bíblies impreses en txec. No cal dir que la invenció de la impremta va potenciar tot aquest procés.
El moviment literari del segle xv va dur les primeres obres sobre història com les Cròniques hussites de Laurent de Březová. Es van redactar compendis de viatges diplomàtics, la qual cosa acostava el txec a la política, traient així el protagonisme de la llengua llatina i, conseqüentment, de l'Església Catòlica. A nivell literari s'hi cultiva la cultura cavalleresca. Els nobles es parlen entre ells en txec i es fan escriure himnes en llengua vulgar.

#### Arts plàstiques
En plena consonància amb les prèdiques de la Reforma Protestant, les arts plàstiques apareixien com a inútils, fins i tot provocadores, per a la societat de Bohèmia. El protestantisme postula doncs que no cal cap mena d'imatge per resar. Cas contrari, hom estaria idolatrant i, això, és contrari allò que estipula la Bíblia. Si alguna cosa ha de merèixer atenció són els escrits.
Per això mateix el Renaixement a Txèquia va estar sobretot marcat per la persecució de les imatges. Hi ha un període d'iconoclàstia en què es fan destruir obres d'art en nom de la Bíblia. Arquitectònicament parlant, però, hi ha tot un interès, primerament a refer fortificacions i fins i tot millorar les construccions, i després, potenciar la multiplicació de palaus reials. Mateu Rejsek es torna molt cèlebre gràcies al projecte d'embelliment de Praga. La dinastia dels Jagelons no va escatimar en l'embelliment de la capital.
Tot de noves esglésies surten del terra. Per tot plegat s'hi cultiva un gòtic particularment txec, anomenat gòtic Vladislav. Hi varen destacar noms com ara Hans Spiess, Benedict Ried o el pintor Smísek. Efectivament, tot i la iconoclàstia, s'ha trobat pintures d'època. D'Itàlia mateix es varen importar molts materials i idees, encara que de forma general, el Renaixement txec s'inspira de Saxònia, actualment Alemanya.

#### L'humanisme
L'humanisme com a moviment intel·lectual va tenir una penetració no gaire afavorida. El moviment hussita es troba en l'origen dels entrebancs que feien difícil que s'expandís per tot Bohèmia. Així i tot, hi va haver avenços de la mà de Ferran I d'Habsburg i a nivell plàstic, el Renaixement va donar a Txèquia una forma molt manierista.
S'hi troben obres d'art ben particulars, desproveïdes de monumentalitat. En tot cas, la introducció de l'humanisme i el Renaixement va anar acompanyat de canvis socials i econòmics. Txèquia assisteix a una període de transició del món medieval cap al món modern. Les ciutats prenen més rellevància. El culte a l'individualisme es fomenta entre els carrers de les ciutats modernes. Hi ha un desplaçament important del rol que exercia l'Església catòlica sobre el coneixement encara que tenim una societat molt poruga, molt supersticiosa.

### Unió personal amb la casa d'Hongria

#### La invasió otomana
A Hongria es pateix durant el segle xiv i xv per l'avançament dels turcs als Balcans. Amb la presa de Kossove es va fer evident que els turcs continuarien i que el seu objectiu seria fer-se amb tota l'Europa de l'Est. Degut a això Hongria duu un seguit d'operacions militars per assegurar-ne la frontera. Tot començant el segle xv, ha de fer la guerra directament contra els turcs.
La por a ser envaïts pels turcs, fa que Txèquia, el Sacre Imperi, Polònia i Hongria es plantegin una coordinació més eficaç a través de la unió d'una "monarquia danubiana" sota la direcció dels Habsburg. És a dir, començar a perfilar-se el regne d'Àustria-Hongria. La seva extensió història va incloure els estats actuals següents:
- Àustria
- Txèquia
- Eslovàquia
- Hongria
- Croàcia
- Bòsnia-Hercegovina
- Sèrbia
- Eslovènia

Mentre es planteja l'absorció de tots aquests territoris, Hongria continua però lluitant contra els turcs i és llavors quan queda sense descendència. Una situació gens volguda i molt perillosa perquè deixava el país sense direcció davant l'avançada turca.
El país veu llavors un seguit de turbulències a la Cort. La dinastia dels Jaguelons és finalment coronada. Es tracta d'una dinastia polonesa i que va ser col·locada expressament i meditadament. Cal retornar al context d'època per veure d'on precedeix. Polònia es troba en guerra contra Bohèmia perquè tem que sigui annexionada pel Sacre Imperi Romanogermànic. A la mort del seu monarca, Casimir III, l'any 1370, el tron queda buit. Lluís I d'Hongria i d'Anjou és designat com a hereu, però tampoc no té descendència masculina. Per evitar que Hongria s'annexioni Polònia, la noblesa polonesa fa jurar a Lluís I d'Hongria sobre les fronteres poloneses i no pas sobre l'herència hongaresa. Fet això, el monarca casa la primera filla amb el ducat de Luxemburg, que esdevé la línia successòria de Polònia i, la segona filla, amb la Dinastia dels Habsburg.
A la mort del monarca, per tal d'evitar que les herències de Bohèmia amb el ducat de Luxemburg siguin altre cop motiu per mirar d'annexionar-se Polònia, la noblesa polonesa, a Cracòvia, aparta l'hereua de Luxemburg i corona la dels Habsburg. Les intrigues de palau es posen llavors al dia i s'empresonen legítimes successores. Finalment, per evitar-se ingerències Habsburgues, es fa casar l'hereu Habsburg al tron polonès amb la casa reial de Lituània. D'aleshores es coneix ençà Polònia com el regne de Lituània i Polònia.
A Polònia hi regnava doncs la dinastia dels Jagellons i davant l'avançada otomana del sud, Hongria s'apropa a Lituània-Polònia i fa rei a un Jagueló. En la seqüència dels esdeveniments causats per la mort de Jordi Poděbrady, Bohèmia deixa igualment que el seu tron sigui ocupat per un Jagueló.

#### Dels Jaguelons als Habsburgs
L'any 1526 a la mort de Lluís II Jagueló de Bohèmia, Croàcia i Hongria, es torna a plantejar el problema de la successió. La Dieta bohèmia és conscient que cal una monarquia forta per tal de fer front als otomans. Però, alhora, no voldria pas contribuir a les despeses militars que comporta unir les corones amb Hongria.
La solució va venir de la península Ibèrica. Castella és aleshores una monarquia molt potent, que ha absorbit gairebé tot el continent. En diuen l'Imperi on el sol no cau mai i, amb tota raó, posseeix colònies a Amèrica i diversos regnes com a feus a Europa. És el cas de la confederació aragonesa, de Navarra, del principat d'Andorra, del costat peninsular, dels Països Baixos, de la disparitat de formes del Sacre Imperi Romanogermànic, la qual cosa inclou Àustria, etc. L'aliança matrimonial amb la Dinastia dels Habsburg ha estat profitosa per les ambicions imperials hispàniques i és sobre aquesta mateixa aliança que es va dibuixar la destinada de Bohèmia l'any 1526.
Davant la més que temuda en aquella època invasió turca, Bohèmia resol a la Dieta que el proper successor a Lluís II Jagueló hauria de ser Ferran I d'Habsburg, arxiduc d'Àustria i ben aviat, coronat rei de Roma. La família dels Habsburg semblava per als representants dels tres braços bohemis la millor elecció. Era una monarquia que s'havia fet amb bona part d'Europa i presentava una potencialitat aparentment avantatjosa de cara a la protecció de les fronteres.
El problema que va sorgir aleshores sobre aquesta tria era si calia o no posar al capdamunt un catòlic, sobretot si es tenia en consideració l'actitud de Castella vers el protestantisme. El nou monarca jura les Lleis de Bohèmia, una pràctica que es porta duent a terme des d'Espanya mateix on el monarca es veu obligat a jurar les constitucions catalanes, etc. La cosa ja no es presentà tant ideal a Hongria. Ferran també va ser posat a la safata de la successió hongaresa i en aquesta corona, les discrepàncies ja era molt més visibles, més importants i més nombroses.
A Hongria, un cop coronat, va haver de fer front a la invasió otomana. Durant el seu regnat, les despeses militars van augmentar i degut a això, el monarca es planteja una certa centralització de les seves possessions. Ni a Hongria, ni a Bohèmia, la centralització va ser ben rebuda. A banda, el catolicisme del rei, va començar a presentar problemes a Bohèmia perquè, en efecte, com ja era habitual a la Península ibèrica, el regne hispànic, vulgui ser a la branca dels Habsburg vulgui ser a la hispànica, jura les Lleis però no sempre les compleix. El Sacre Imperi Romanogermànic es troba de cop amb la Guerra d'Esmalcalda que va ser un sollevament protestant i el monarca bohemi no va trigar a donar suport a Carles Vè. Bohèmia esclata llavors en una guerra que perd contra Ferran.

### La Guerra dels Trenta Anys

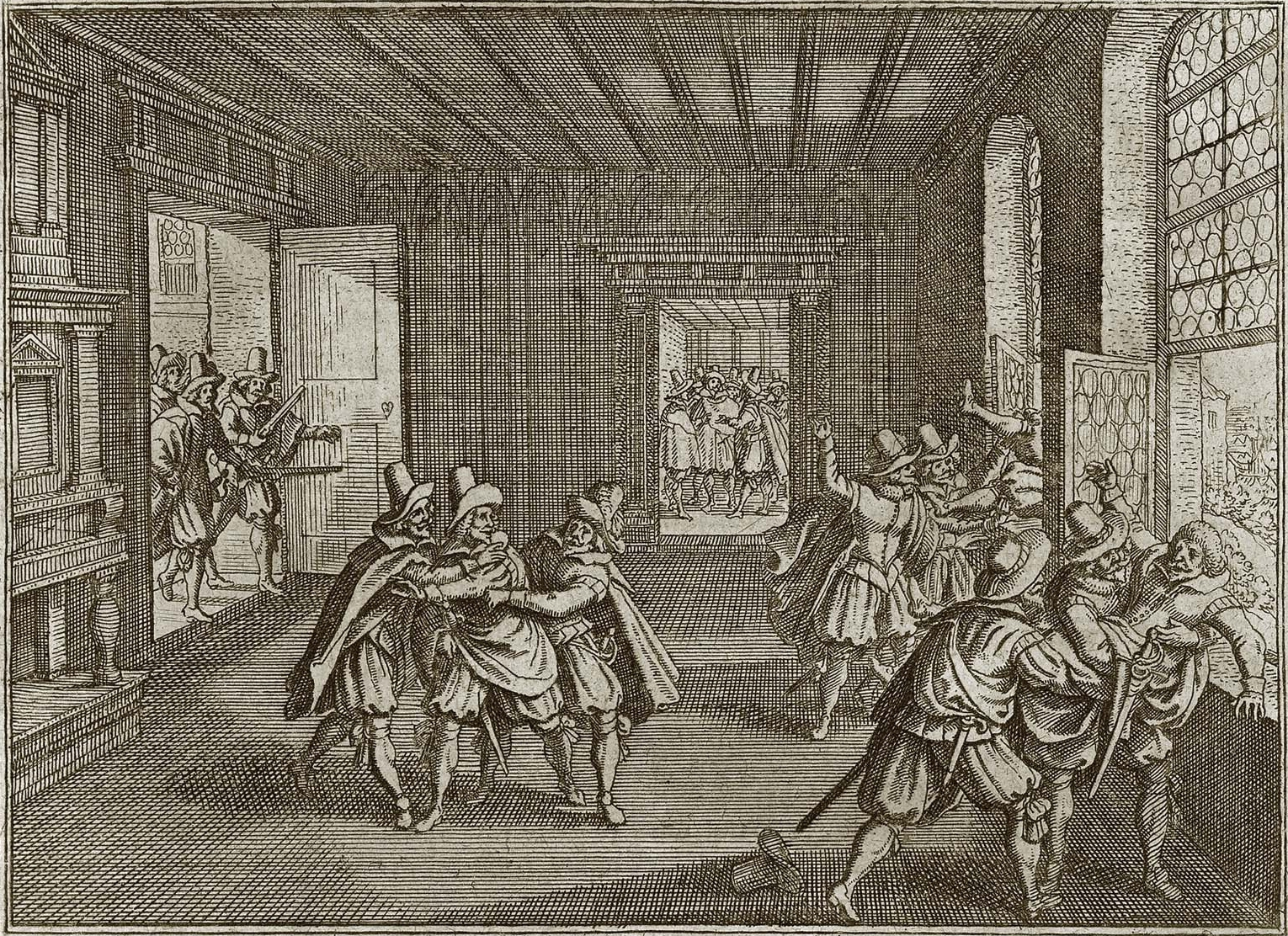
La Segona defenestració de Praga, gravat de Matthäus Merian (1662)

Sota el regnat de Rodolf II, Praga torna a ser un centre cultural de primer pla però, a la seva mort, les tensions entre les comunitats catòlica i protestant augmenten i esclaten en el moment en què la dieta dels estats txecs s'oposa al rei Maties I, que havia succeït al seu germà.
La defenestració per part dels nobles txecs, el 23 de maig del 1618, dels governadors imperials Wilhelm Slavata, Jaroslav Martinic i del seu servent, Fabricius marca el començament de la Guerra dels Trenta Anys. El 26, la dieta dels estats txecs escull com a rei el príncep elector Frederic V del Palatinat (Frederic II de Bohèmia) en lloc de Ferran II, designat per Maties com a hereu seu.
Els exèrcits de la Lliga Catòlica, formats per Ferran II, s'enfronten el 8 de novembre de 1620 als de Frederic II en l'anomenada batalla de la Muntanya Blanca. La derrota dels exèrcits txecs i protestants marca la posada del Regne de Bohèmia sota tutela definitiva dels Habsburg. La noblesa txeca (àmpliament protestant) és delmada, les seves propietats repartides entre els generals vencedors (Bucquoy, Tilly, Wallenstein. Alguns s'estimen més l'exili, com Jan Amós Comenius, una de les grans figures de l'Església protestant txeca (anomenada fraternal).
Bohèmia, en un 90% protestant, és convertida llavors de manera massiva (sovint per força) al catolicisme en el moviment de la Contrareforma, la qual cosa tindrà com a conseqüència sembrar Praga d'esglésies barroques i el camp txec de monestirs.
Els txecs hauran d'esperar les reformes de Josep II per beneficiar-se de l'edicte de tolerància religiosa. Es crea llavors una càtedra en txec a la Universitat Carolina de Praga.

#### El mercantilisme
Després de la Guerra dels Trenta Anys el territori bohemi es troba esgotat i davant una gran recessió econòmica. És llavors quan penetren els corrents de pensament econòmics de l'Europa de l'oest. Concretament, la idea que cal implantar el mercantilisme per rellançar l'economia i el regne fa salat. Diversos economistes txecs animen la monarquia a emprendre reformes en aquesta via i això mateix és que s'acaba produint.
Apareixen d'aquesta manera les primeres manufactures i tot tendeix al corporativisme. Es tracta d'un tipus de societat rígida en què tot es troba en mans de corporacions. Permet el creixement econòmic però el limita en ésser un sistema estricte. Té penes per adaptar-se a les novetats encara que és molt profitós per a les monarquies, sobretot les absolutistes. De fet, l'època és la més encertada. A França Lluís XIV comença a promoure-hi l'absolutisme i aquest no podria pas explicar-se sense el corporativisme.
França es torna en un model a imitar a tot el continent. El corporativisme, a més a més, fornia tot d'elements amb què es podia catolitzar la població. La seva vessant jeràrquica i difícilment amovible, donava portes obertes a una més fàcil recatolització de Bohèmia, un desig molt cercat pel Sacre Imperi Romanogermànic. Tanmateix, és justament durant el segle xviii que aquest gran imperi d'estats compostos es va desintegrant, desapareixent i, per tant, la relació amb la religió també va mutar.

### Guerres d'hegemonia

#### Guerra de Successió Austríaca

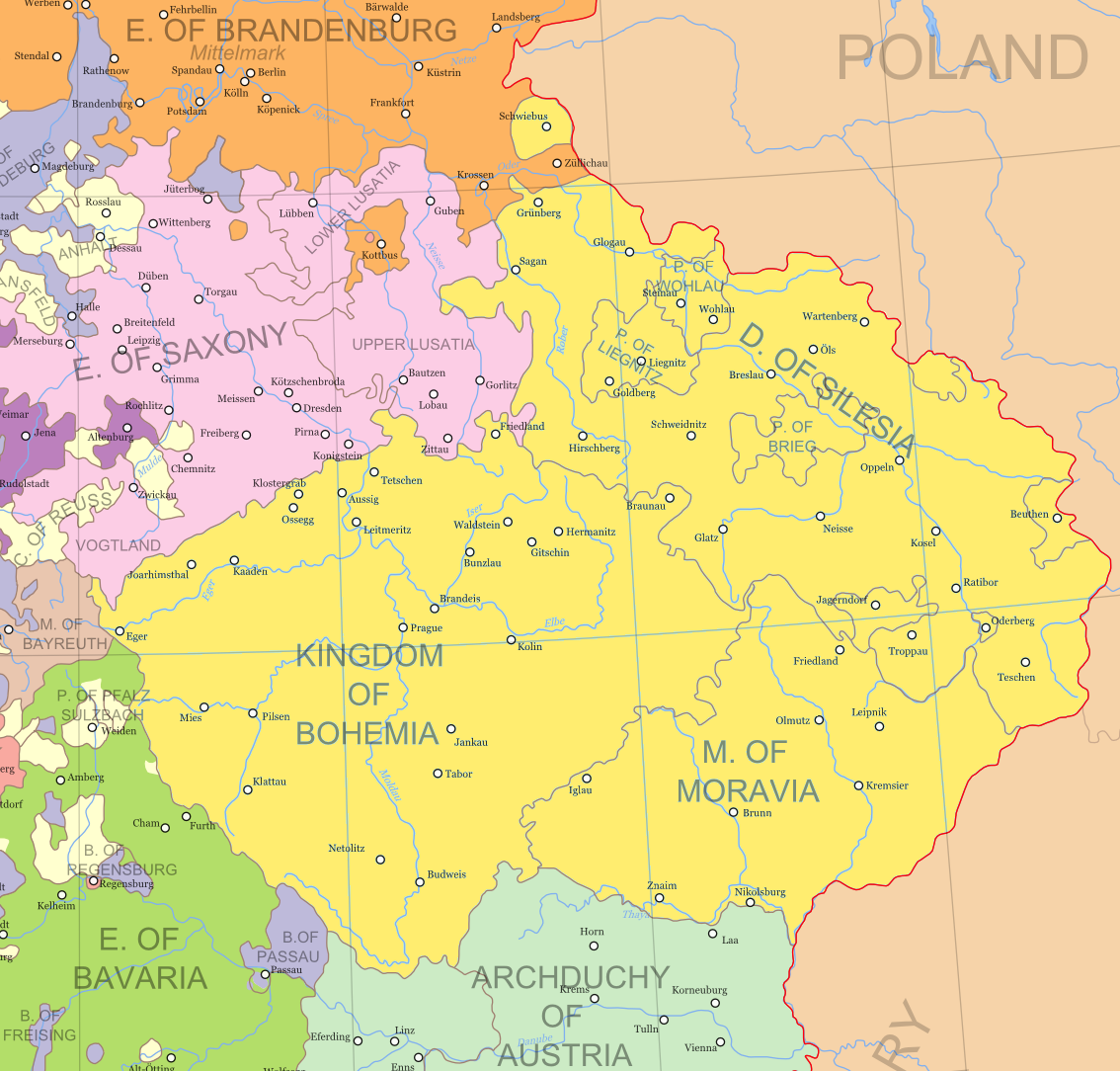
Corona de Bohèmia al 1648

L'any 1740 esclata la guerra a Europa. Carles VI del Sacre Imperi Romanogermànic mor i la descendència masculina s'estronca. En virtut de la Pragmàtica Sanció, el tron rau en Maria Teresa d'Àustria, dels Habsburg. Les corones europees no accepten que una dona succeeixi al tron. És un pretext. Hi ha ambicions imperials. Prússia, per una banda, les guerres per l'hegemonia colonial entre francesos i britànics, les enemistats per qüestions colonials entre l'Imperi hispànic i el britànics, etc.
Dos camps rivals tornen a fer vessar sang. D'una banda, Prússia, Baviera i França, d'altra banda, Àustria, Anglaterra, les Províncies Unides i Rússia. La guerra tindrà diversos camps de batalla. D'una banda, Silèsia a Polònia, Bohèmia i Baviera, Itàlia, Alemanya i els Països Baixos. Però, a banda, Castella resolgué fer una guerra paral·lela a Anglaterra a les seves colònies llatinoamericanes, entre més, empesa pel pacte familiar entre França i Madrid.
Bohèmia és objecte de cobdícia per part de Prússia i el Sacre Imperi Romanogermànic. Frederic II de Prússia envaeix Silèsia sense declarar la guerra a finals de 1740. La seva victòria contra els Habsburg duu a una coalició en què hi trobem a l'elector de Baviera, Carles Albert, el qual aspirar al tron del Sacre Imperi Romanogermànic i, de passada, de Bohèmia també. El Sacre Imperi Romanogermànic ha començat ja des de la Gran Guerra del Nord i la Guerra de Successió Espanyola un període de decadència decisiu. Les victòries de Prússia en contra seu i les de França promouen un esclat del regne. A les portes de la Revolució Francesa, el Sacre Imperi Romanogermànic és pràcticament mort, ja no és, de facto, cap regne a part.
Però, a les ambicions de l'elector de Baviera, cal afegir-hi les de l'elector de Saxònia. És rei de Polònia i desitjaria fer-se amb Moràvia. Això volia dir que d'un costat com de l'altre, Bohèmia hauria de desaparèixer de complir-se les aspiracions d'ambdós. La noblesa ja acceptava a Carles Albert com a legítim rei de Bohèmia però Hongria era fidel a Maria Teresa d'Àustria. I és clar, Bohèmia era aleshores en mans de Jaguelons. La guerra aparta a Carles Albert de Baviera però se signa entre Frederic II de Prússia i Maria Teresa d'Àustria un tracte que anà en contra dels desitjos de la noblesa txeca. Maria Teresa seria emperadriu de Bohèmia i Hongria separadament.

#### Guerra de Successió de Polònia
Les hegemonies imperials tornen a jugar-se a la Guerra de Successió de Polònia. Els Habsburg miren de defensar el seu territori i França, aliada d'Espanya, entre més, com ara Prússia, intenta fer-se amb territori hasburguès. Bohèmia queda d'alguna manera estalviada però no pas Polònia. El conflicte és desastrós per a Polònia i Lituània. Les dues nacions són desposseïdes, dividides, repartides, etc, com si d'un pastís de maduixa es tractés. En efecte, Polònia deixa d'existir, així com Lituània. Rússia i Prússia es reparteixen el territori polonès i lituà amb el vist-i-plau de França. La guerra tindrà tres fronts: Polònia, Itàlia del nord i Renània. Carles III d'Espanya obté com a recompensa final Sicília i Naples mentre que el Sacre Imperi Romanogermànic torna a recuperar Lorena.
El què d'embull en aquesta guerra fou la destinada de Bohèmia. AL capdamunt de la jerarquia hi ha un Habsburg i és lògic pensar que qualsevol cosa que faci serà resposta com a represàlia. És a dir, els enemics dels Habsburg no trigarien a enviar Bohèmia, tornant a provocar un escenari de guerra, sang i desolació, tot plegat amb un objectiu final, repartir-se el territori. No fou el cas per a Bohèmia, però sí per a Polònia.
Un fet remarcable de les guerres d'hegemonia, sobretot la Guerra de Successió de Polònia, és que el contacte amb militars de nacionalitats diverses, amb costums diferents, etc, va dur la població a prendre consciència de la seva diferència respecte d'hongaresos, prussians i polonesos. En efecte, durant les guerres de successió, la Cort txeca es veu moltes vegades presa per estrangers i aquests hi fan desfilar les seves tradicions protocol·làries. Això va constituir un fet frapant per a les societats txeques nobiliàries d'època. Molt més europeïtzades, allò no feia sentit amb les formes de fer de Bohèmia i és en aquest punt que es considera que comença a néixer un primer sentiment nacionalista.

#### Guerra dels Set Anys
La Guerra dels Set Anys fou un conflicte armat ocorregut entre els anys 1756 a 1763 per determinar el control de Silèsia a Europa així com la supremacia colonial a l'Amèrica del Nord i a l'Índia. La guerra també va tenir com a escenaris la costa d'Àfrica, el Carib i les Filipines. Hi van participar Prússia, Hannover, el Regne de Portugal i l'imperi colonial del Regne de la Gran Bretanya d'una banda, i l'Electorat de Saxònia, l'Arxiducat d'Àustria, el Regne de França, Rússia —fins a l'any 1762—, Suècia —des del 1757 fins al 1762— i Espanya —a partir del 1761—, de l'altra. Aquesta guerra va provocar més de 100.000 morts i ha estat considerada per alguns especialistes com una vertadera primera Guerra Mundial.
Bohèmia torna a ser objecte de les morts més sagnants. Prússia hi porta una devastadora campanya militar que delma vides i destrossa el regne. El regne és altre cop cobejat per Prússia i en aquesta ocasió, els Habsburg guanyen amb un cop molt sonat, fet que va esvair les amenaces d'annexió. Els Habsburg fan recaure en aquesta victòria l'imaginari d'un retorn. Però, tanmateix, les coses no s'esdevenen així. Prússia canvia de bàndol a la Guerra de Successió de Polònia i, per tant, a la Guerra dels Set Anys, les coses no es presenten ben bé de la mateixa manera. Sigui com vulgui, Bohèmia és estalviada i continua en mans dels Habsburg.

### Revolució Francesa

#### Despotisme il·lustrat

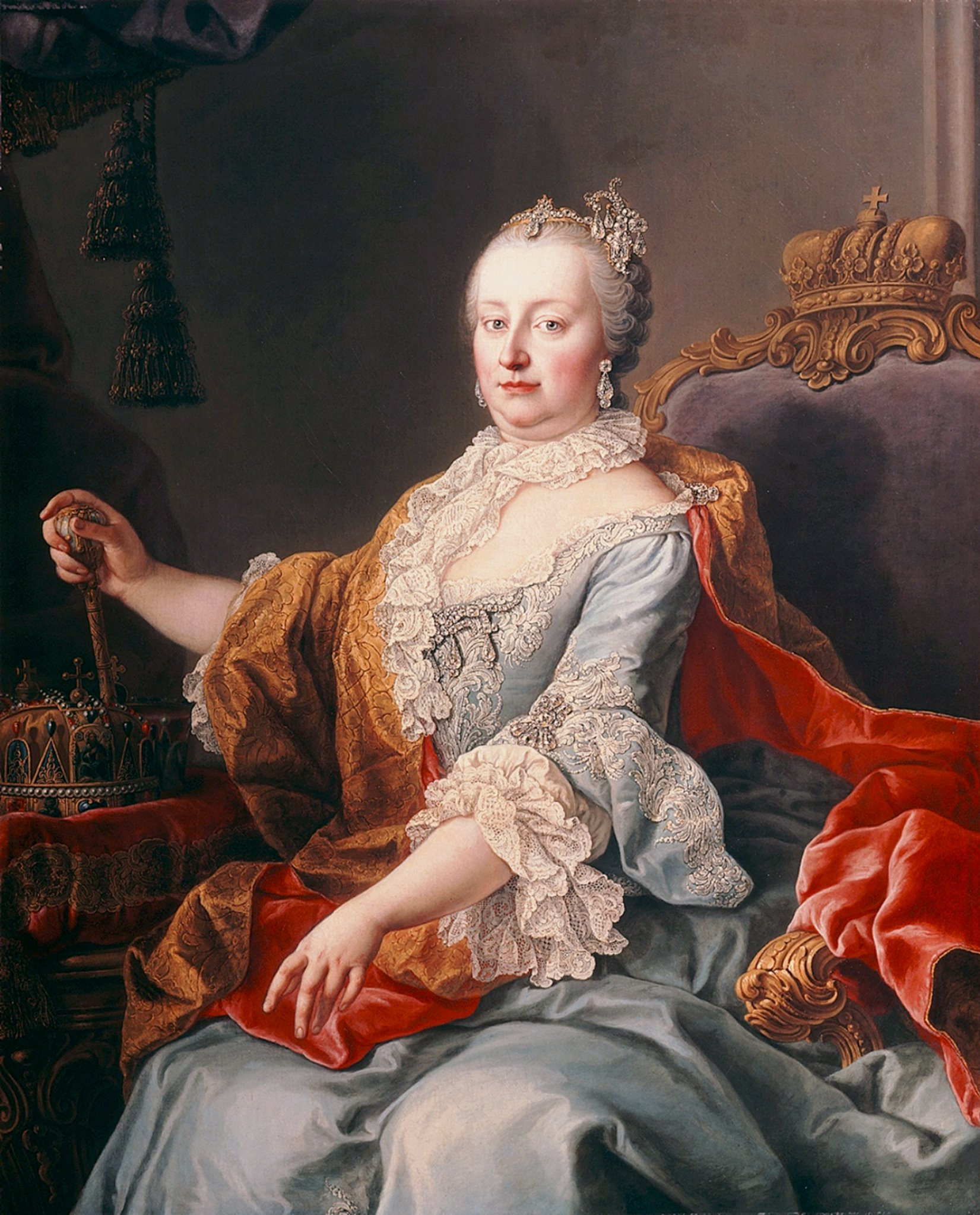
Retrat de Maria Teresa d'Àustria.

El despotisme il·lustrat és un concepte polític sorgit durant la segona meitat del segle xviii a Europa característic de les monarquies absolutistes i sistemes de govern de l'Antic Règim influenciat per les idees de la Il·lustració, segons les quals les decisions humanes són guiades per la raó. Bohèmia també va viure reformes importants vingudes d'aquest despotisme il·lustrat.
La cara de la Il·lustració a Txèquia duu dos noms:
- Maria Teresa d'Àustria
- Josep II del Sacre Imperi Romanogermànic

Les guerres per l'hegemonia imperial del món varen propiciar un cert camp abonat per a les reformes. Maria Teresa d'Àustria va aprofitar les conseqüències de les guerres per emprendre reformes agràries. Josep II, per la seva banda, va posar en marxa tot un projecte que inclou les reformes que tot seguit s'exposen:
- Deslliga l'Església del finançament estranger i secularitza l'estat
- Publica un edicte dit de tolerància amb el qual es dona llibertat de culte
- El casament és considerat per primera volta una unió civil i no religiosa
- S'admet el divorci civil
- Supressió de la companyia dels jesuïtes
- Supressió i centralització de totes les lògies maçòniques en una única i exclusiva lògia
- Els sermons eclesiàstics són censurats
- Desmantellament dels béns del clergat secular i regular
- Redacció d'un codi criminal i d'un altre de civil

Totes aquestes reformes són no sempre ben acceptades i varen generar violència. Ara bé, s'ha de dir que la Revolució Francesa no va ser tant revolucionària per als bohemis d'època perquè degut als hussites, hi havia molta més alfabetització i la instauració de l'escola era quelcom que s'havia tornat força natural. Alhora Josep II va voler abolir els servatge i això va constituir, abans que vingués la Revolució Francesa mateixa, una gran revolució. Quan la Revolució Francesa esclata a França, el treball il·lustrat tant de Maria Teresa com de Josep II han tingut efecte i no hi ha la mateixa conflictivitat social per pobresa i altres penúries.
La Il·lustració a Txèquia va penetrar per via d'Alemanya i Àustria. El país veu a personatges com ara Voltaire o Rousseau dins un ambient molt aristocràtic i per això les idees de Les Llums s'acosten molt més a la Il·lustració alemanya. És a dir, del llegat revolucionari, Txèquia s'apropa molt més a les idees il·lustrades alemanyes.
El país és en època il·lustrada un règim que censura i impedeix la penetració de les idees de la Il·lustració. Malgrat tot les fronteres i l'aristocràcia varen fer mànigues per tal que Txèquia també rebés les influències que venien d'Anglaterra i França. Funcionaris d'estat i aristòcrates de més alta ascensió llegien les idees sobre fisiocràcia i a Montesquieu. Però, tot i així, la Il·lustració francesa és percebuda, contràriament a l'alemanya, com a molt extrema.
Amb total consonància amb les opinions alemanyes i austríaques, la violència que s'havia exercit a França, la decapitació del monarca, etc, tot plegat era percebut com una "traïció" a les Llums. Es veia els esdeveniments a l'Estat francès amb molta por. Molts aristòcrates txecs favorables de les Llums varen quedar molt decebuts pel gir violent que va prendre la Revolució Francesa.

#### Guerres de la Revolució Francesa
Els Habsburg reforçaren llur presència a Bohèmia durant les Guerres de la Revolució Francesa. França va declarar la guerra contra Hongria i de retruc això comportava igualment la declaració contra Bohèmia. La violència que es va exercir a París va generar animadversió cap a França entre la població txeca mateixa. Cal dir que la població tampoc no llegeix tot el que passa. La premsa és censurada i la població només llegeix allò que s'hi autoritza. Així i tot, els esdeveniments al Sacre Imperi Romanogermànic amb França, duen la corona de Bohèmia a passar sota l'auge d'Àustria.
Txèquia és aleshores escenari de guerra. El país es troba enfrontat contra França i la batalla d'Austerlitz es torna decisiva. Napoleó I va aconseguir vèncer i amb això es va ensumar el final de la Tercera Coalició. El 26 de desembre de 1805, l'Imperi Austríac i l'imperi Francès van signar el Tractat de Pressburg, amb el qual Àustria va sortir de la guerra, reforçant el Tractat de Campo Formio i el Tractat de Lunéville, cedint territori als aliats alemanys de Napoleó, i va imposar una indemnització de 40 milions de francs als derrotats Habsburgs. A les tropes russes se'ls va permetre tornar a casa.
A la proclamació de l'Imperi a França per part de Napoleó, la filla de l'emperador austríac, es casa amb Napoleó i amb això se segella un dels episodis més rellevants de la història d'Europa. La victòria francesa a Austerlitz va costar-li a Àustria d'haver de cedir Venècia al Regne d'Itàlia (Napoleònic) i el Tirol a Baviera, i va permetre la creació de la Confederació del Rin, una col·lecció d'estats alemanys que servien de zona d'esmorteïment entre França i la resta d'Europa. És a dir, el Sacre Imperi Romanogermànic desapareix i passa a ser història. Els Hasburgs són tocats de ple.
L'emperador Francesc II d'Àustria manté el seu títol i això fa passar Bohèmia en l'òrbita d'Àustria. Però, allà on tot semblava perdut, les coses es redrecen a Rússia. Napoleó hi perd mentre troba dificultats a la Península ibèrica. L'Imperi francès no arriba a envair Portugal per bé que hi penetra amb les seves tropes i mira de fer front a l'ajuda que hi havia enviat Anglaterra. El bloqueig continental a Anglaterra tampoc no ha donat tots els fruïts desitjats. Catalunya es rebel·la contra l'ocupant i Castella inicia la guerra contra França. L'any 1812 Àustria ja negocia amb Rússia un retorn a l'Antic Règim.

## Edat contemporània

### El Congrés de Viena

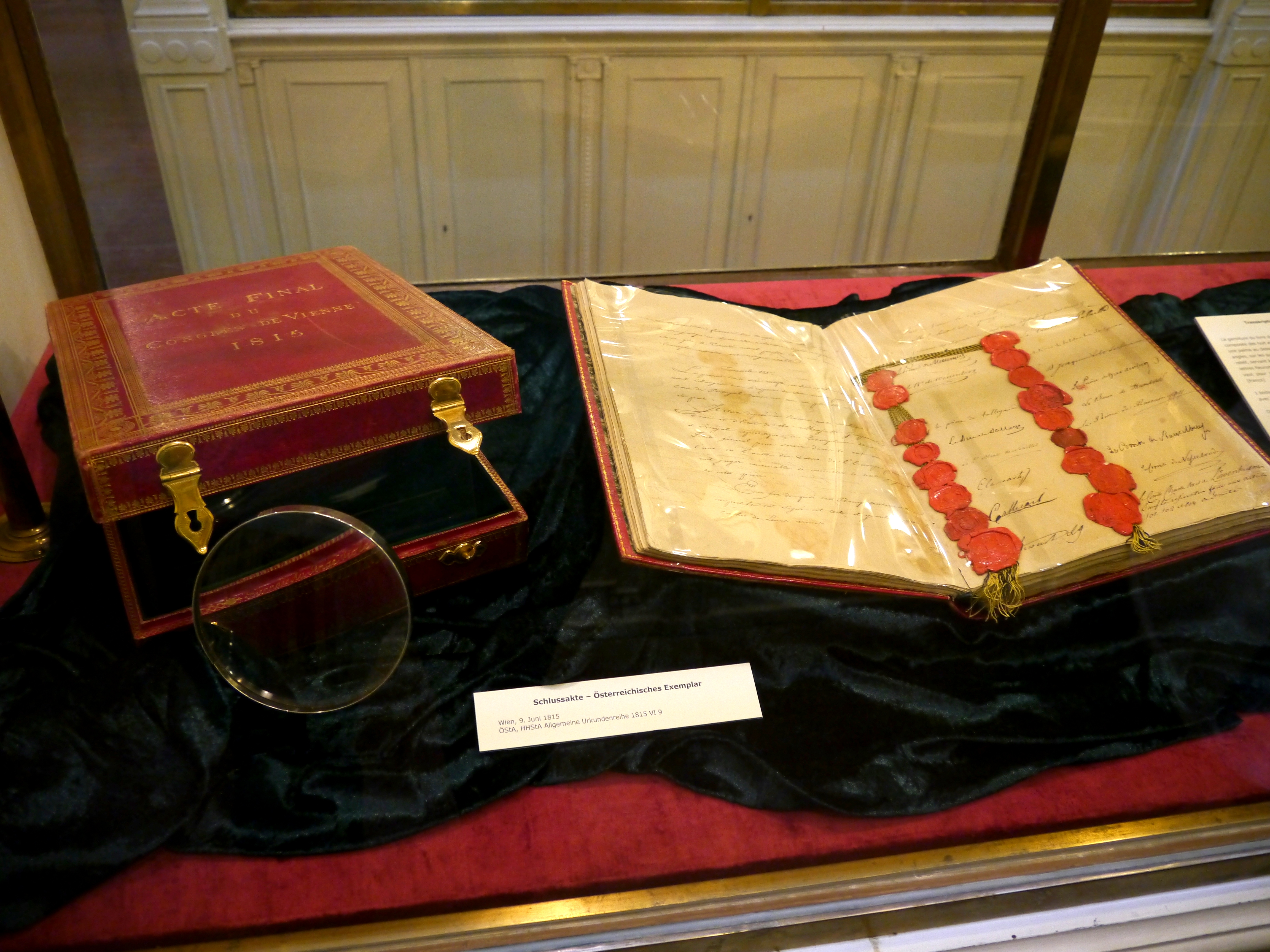
Acords de Viena

El Congrés de Viena va començar a Praga. Situem-nos primer en context. Durant la dècada dels anys 10 del segle xix Napoleó Bonaparte experimenta el seu auge i la seva decadència al mateix temps. La seva victòria a Txèquia fa pensar que no tindrà aturador però fracassa a Rússia. És aleshores quan l'Imperi austríac canvia de bàndol. S'acosta a Prússia i Rússia a la Conferència de Praga del 1813. Fan pinya contra Napoleó i és derrotat a Waterloo.
Mentrestant, comencen les preparatius. Viena, capital de l'Imperi austríac, esdevé l'epicentre del redibuix de les fronteres d'Europa. El mestre de cerimònia és el canceller austríac Klemens Wenzel Lothar von Metternich. S'hi convida totes les monarquies europees. L'objectiu era restablir l'Antic Règim. És a dir, restaurar l'absolutisme, el mercantilisme i tot el reguitzell de monarquies europees. Tot com era abans que esclatés la Revolució Francesa.
A la conferència, però, hi ha ambicions imperials de tota mena i els guanyadors es reparteixen el continent com els convé, mentre les delegacions de les seves i de les monarquies convidades, gaudeixen de balls, vins i festivitats de tota mena. Anglaterra vol evitar a tot preu que Rússia avanci i arribi a tocar el mediterrani. Mira de posar el peu sobre punts estratègics per a la construcció del seu imperi marítim. Àustria, en canvi, la seva gran preocupació és que tot retorni a ser com era, això sí, si pot esgarrapar parts del Sacre Imperi Romanogermànic desaparegut, no se n'estarà. L'Antic Règim francès torna a la Conferència de Viena i mira de fer-s'hi lloc, pretextant que és la defensora dels més petits. Es tracta sobretot de no ser tractada com un agent secundari, és a dir, imposar-se a les negociacions com a negociant més, encara que la Revolució Francesa hagi esclatat. Prússia, finalment, mira de dibuixar les fronteres europees de manera a poder, posteriorment, començar la unificació d'Alemanya.
En tot això, Bohèmia no és més que una regió. Es troba en mans de Metternich i, segons les seves pròpies paraules, Itàlia "no és més que una expressió geogràfica". Això ja és dir prou perquè ens indica que considerava igualment Bohèmia com una expressió geogràfica més. De fet, Metternich, molt d'Antic Règim, posa en marxa tot una màquina de repressió amb què mira de contenir la Revolució Francesa.
Es prohibeixen les reunions, la divulgació de la premsa, queda bandejat el nacionalisme i tota expressió popular. Les repúbliques no poden existir i la legitimitat rau en la monarquia i el seu monarca. Les monarquies segellen una "Santa Aliança" amb què miren de protegir-se mútuament en cas que torni a esclatar una revolta. Això vol dir que a cada aixecament d'un membre de l'aliança, la resta haurà d'acudir-hi a protegir la monarquia per evitar que l'espelma es torni en un incendi.
Per tot això Bohèmia viu aleshores un període de retorn a l'Antic Règim. Entre la repressió i les prohibicions, Txèquia és una perifèria de l'Imperi austríac i res més que això. Una simple expressió geogràfica, en termes metternichans, que no té dret a veu. És un feu i prou. Però, malgrat això, la realitat no és ben bé aquesta. A tot Europa la Revolució Francesa ha penetrat molt més del que sembla. Moltes monarquies del nord d'Europa han hagut d'acceptar una Constitució i fins i tot a la Península ibèrica, Espanya ha viscut una revolta liberal gairebé premonitòria per a la resta del continent. Bohèmia ha començat a prendre consciència que hi ha una identitat nacional, és a dir, hi ha penetrat el nacionalisme i, d'ara endavant, les turbulències seran l'autodeterminació del poble txec. És un model per a altres nacions, com són els Països Catalans, Romania, Itàlia, Noruega, Dinamarca, etc.

### ElResorgimentotxec o Renaixença txeca
El segle xix és el període de penetració del nacionalisme a tot Europa. Txèquia no se'n va escapar. Era una perifèria, una regió de l'Imperi austríac on l'alemany era la llengua d'estat. Si es parla de llengua és perquè inicialment el nacionalisme primerenc txec es va nodrir de la llengua. L'Imperi austríac era molt divers. S'hi parlava serbocroat, txec, alemany, eslovac, dàlmata, hongarès o romanès. Dins d'aquest immens territori de parlars molt dispars Txèquia era una nacionalitat. Nodrits pel romanticisme, es crea un moviment de Renaixença al voltant de la llengua txeca. S'hi reforma l'ortografia, es dota de gramàtica, es fa escriure literatura, etc.
Altres nacions d'Europa viuen els mateixos corrents. A Itàlia s'hi fa de l'italià l'element fundador de la nació. Noruega se separa de Suècia amb la llengua. Romania construeix la seva nació amb el romanès mentre la Renaixença catalana divulga el català amb els Jocs Florals. Fins i tot a França, on la propaganda fa creure tot el contrari, el francès és imposat per sobre del cors o el bretó. S'hi divulga el francès, fins i tot a les colònies. La resta no poden ser altra cosa que "patuesos". A França cal saber parlar francès per a ser francès.
Després d'un llarg període de domini austríac, la nacionalitat txeca no existia més que per la perpetuació de la llengua i de la cultura txeques al camp. En paral·lel a la Contrareforma catòlica, es produïa una germanització de la societat. Com a reacció, a partir de la Revolució Francesa i sobretot a partir de la Primavera de les Revolucions del 1848, pren forma un renaixement nacional txec. La llengua txeca és purificada dels germanismes que havia adoptat al llarg de la coexistència amb la minoria alemanya, sota la influència, entre d'altres, de František Palacký.
La tasca a complir pels guies del renaixement nacional al començament del segle xix era difícil: fer reviure la llengua txeca que estava perdent el seu combat amb l'alemany majoritari. Calia crear un vocabulari científic, una classe intel·lectual, donar suport a la cultura txeca, les ciències, les arts, i també a la indústria txeca.
Els actors del renaixement nacional es van recolzar en la solidaritat eslava, molt particularment en Rússia, i en la història, amb el record dels grans moments de la història txeca. Progressivament, les exigències culturals de la nació txeca van cedir el lloc a les exigències polítiques: la igualtat de drets de la llengua txeca amb els de la llengua alemanya, el reconeixement institucional i el reforç de la unitat dels països de la Corona de Bohèmia o la descentralització política. Quelcom molt similar s'aprecia a Catalunya, Andorra, Romania, etc.
La solidaritat eslava s'assimila i molt a l'iberisme que es vivia a Catalunya. Cal recordar com Companys proclama la República Catalana en una federació ibèrica. Aquest és el mateix sentiment a Txèquia. El problema d'això és que dins la federació eslava, Rússia tenia clarament intencions imperials, com era el cas de Castella, i per això defensava l'autodeterminació de Txèquia a vista de poder, tot seguit, envair-la i tenir-la dins el seu regne. Txèquia, una mica cega pel pangermanisme alemany, exalta Rússia sense adonar-se ben bé que ni d'un costat ni de l'altre, Txèquia difícilment aconseguiria la independència donant suport a Rússia.
El sistema rígid de la Santa Aliança, en refusar tota reforma, ignorar les demandes de liberalització i democratització de la societat, van fer esclatar el 1848 les revolucions a tot Europa. En el transcurs del mateix any es van aixecar Palerm, Nàpols, París, Milà, Praga, Viena i tot Hongria. A Alemanya, el parlament provisional es reuneix per discutir la unificació d'Alemanya. Havia de determinar entre dues concepcions: unificació -una petita o una gran Alemanya-, tria que tocava igualment els interessos de la nació txeca.
L'assoliment de la independència arriba l'any 1918 després de la Gran Guerra perquè guanyen els interessos francòfons per sobre dels alemanys.

### Revolució Industrial
La restauració del congrés de Viena després de les guerres napoleòniques és únicament una recomposició diplomàtica i legal dels estats absolutistes. Les guerres contra la França revolucionària varen cultivar un escenari apocalíptic després de la violència. A partir del 1815 les males condicions climàtiques provoquen una crisi econòmica nova en què el sector agrari i tèxtil n'assumeixen els efectes més greus. La població europea viu amb fam de forma generalitzada i les morts per manca d'aliment augmenten i es generalitzen a tot Europa. La restauració absolutista agreuja la situació per la restauració dels tributs feudals i la tornada del sistema estamental anterior, que acumula la riquesa entre una part de la població minsa i gaudeix de la riquesa per herència i no per mèrit.
Txèquia es recompon amb la indústria agroalimentària i el tèxtil. La Revolució Industrial va penetrar-hi des de ben començament de segle. Les destrosses de la guerra es recomponen a través seu. La Revolució Industrial va procurar:
- Un revolució dels transports
- Una revolució demogràfica
- Una revolució als camps
- Una revolució urbana

Les ciutats varen créixer mentre la població sortia del camp per anar-se'n a la ciutat. Les ciutats es connecten amb els trens i tota la cultura civilina les acompanya. El país passa de tenir 4 milions d'habitants a tenir-ne 6 milions en poc més de trenta anys. El fet, però, que Bohèmia fos una perifèria de l'Imperi austríac, alguns novetats, com era el tren, arribaven primer a Viena i tot seguit a Praga. El tren va estrenar-se durant els anys 1830 a Viena i no és fins que es produeixen les Revolucions de 1848 que s'estrena a Praga.
La Revolució Industrial va ser utilitzada pel moviment nacionalista txec per modernitzar Bohèmia. Es cultiva la posada en marxa d'infraestructura i es potencia les ciències. L'educació en llengua txeca esdevé primordial i, en aquest àmbit, una lluita constant contra l'Imperi que imposava l'alemany. Situacions similars poden destacar-se a altres nacions d'Europa com és el cas de Catalunya amb la Mancomunitat després del segle xix.

### La Primavera dels Pobles

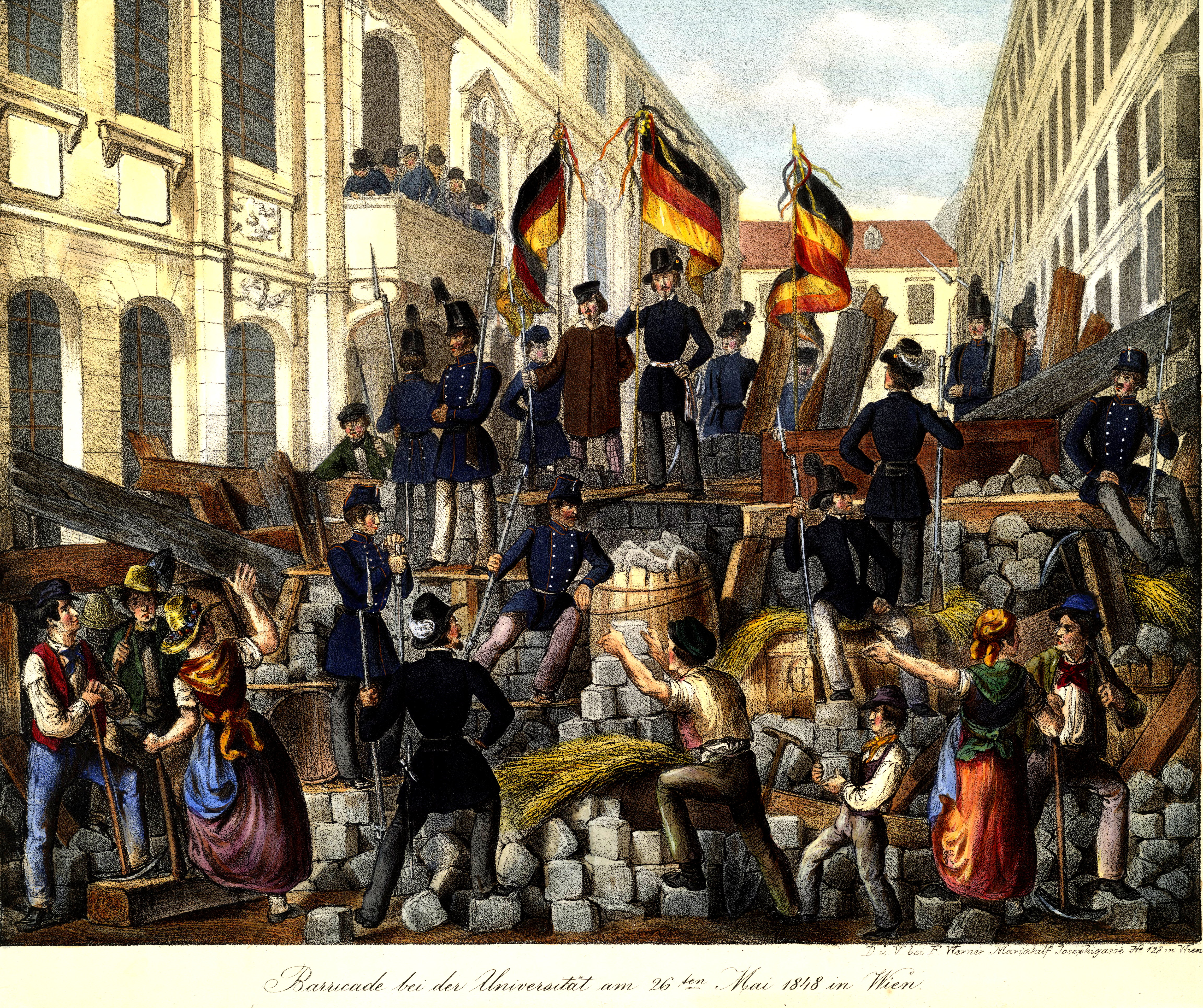
Barricades de la revolució a Viena, maig 1848

#### Tensions i prohibicions
Entre els anys 20 i 30 es varen succeir a Europa dues onades contestatàries contra el Congrés de Viena. Les idees liberals provinents de la Il·lustració varen prendre cada volta més importància al continent. Les prohibicions que havia promogut el Congrés de Viena no agradaven a la burgesia i, a més d'això, la situació de servatge agreujava la vida de moltes poblacions en plena Revolució Industrial. L'Imperi austríac, de conformitat amb allò pactat al Congrés, desplega l'aparell d'estat per reprimir les revoltes.
Les violències estatals contra la població són un desencadenant per la revolta de 1848. En aquest àmbit, el reconeixement d'Anglaterra de la monarquia del mes de Juliol a França, obliga Àustria, Prússia i Rússia a no intervenir-hi. És a dir, per una banda, les repressions i prohibicions duen a una revolta encara més important l'any 1848 i, interessos de poder, fan tremolar l'aliança que s'havien donat els guanyadors de la guerra contra Napoleó.
Hongria, dins l'Imperi austríac, pressiona per tal que es redacti una Constitució i l'autoritarisme del règim porta els sectors més favorables al liberalisme a promoure la secessió hongaresa. Bohèmia es troba en plena Renaixença i s'apropa cada volta més a les idees secessionistes hongareses. El regne és manté dempeus per la violència d'estat. Però les minories suporten menys i menys les prohibicions.
Les constitucions a Europa són la garantia de la introducció d'un règim, potser no democràtic, però molt menys autoritari. En efecte, amb la Constitució s'esperava tenir una cambra parlamentària escollida pel poble i que podia prendre decisions, encara que el monarca tingués dret a veto. La Constitució, sobre el principi contractualista de la Il·lustració, permetia separar els poders, si més no el judicial de l'executiu i el legislatiu. Era igualment una forma de limitar les accions del monarca perquè en haver-hi un contracte, es podia estripar sempre que el poble estimés que la monarquia no complia amb allò pactat.
És clar que això no agradava gens ni mica al règim austríac però les manifestacions a tot Europa, les pressions internes, el trencament de la Santa Aliança, abonen el camí per tal que Àustria cedeixi i, encara que no hi hagi cap democràcia a la vista, es va poder esperar una monarquia constitucionalista.

#### Esclat de la revolta
Vora el final del mes de febrer del 1848 arriben les notícies de les revoltes que s'estan duent a terme a París. La comunitat txeca s'organitza a l'entorn d'un Comitè Nacional que presenta una llista de greuges a la monarquia austríaca. Dins el Comitè Nacional Txec es queixava del menysteniment amb relació a la llengua txeca, demanava una reforma profunda i liberal de les institucions, amb representació pròpia i, finalment, dret a vot i implantació dels principis de liberalisme polític.
Els greuges fan palès aleshores la qüestió anomenada de "les nacionalitats", tot un eufemisme per no parlar de nacions. És amb aquesta expressió que es designa el què d'embull que hi havia a l'entorn del dret a autodeterminació de les nacions txeca, sèrbia, eslovaca, etc, i la unificació de nacions com ara Romania, Albània, etc. L'assumpte escalfava els Balcans perquè el Congrés de Viena prohibia qualsevol dret a autodeterminació. L'estat de les coses podia veure's alterat profundament i amb això cauria l'Antic Règim.
Tornem a trobar similituds a Europa. Els Països Catalans presenten a l'entreguerres, concretament Catalunya, un llistat de greuges mentre que la diversitat cultural a Escandinàvia i la Península ibèrica fa plantejar l'assumpte de les nacionalitats. A Escandinàvia Noruega i Finlàndia volen accedir a l'autodeterminació, però d'això els imperis rus i suec no volen saber-ne res. A la península ibèrica, els Països Catalans i el País Basc també demanen l'autodeterminació però Castella mira d'impedir-ho extermis. Castella proposa i tot a Portugal de tornar-se a incorporar al seu projecte imperial que fa anomenar d'Espanya però d'això Portugal no en vol saber res. A la Gran Bretanya Irlanda demana la secessió però Anglaterra fa callar les minories amb la força. A la península ibèrica, Andorra es veu sacsejada per revoltes que demanen més liberalisme i, alhora, el petit país s'uneix a la Renaixença catalana. I és que Itàlia ha iniciat la seva unificació, així com Romania. Tothom reclama, en resum, el final de l'Antic Règim i l'alliberament dels pobles.
Al mes de març 1848, el canceller Metternich va haver de dimitir. Un mes més tard era proclamada la primera Constitució austríaca, la «Constitució d'abril»; Àustria va ser sacsejada per una onada de revoltes: a Viena, a Hongria, i en la part austríaca d'Itàlia. Finalment, la monarquia va ser salvada per l'exèrcit i pels generals Radecký a Itàlia, Windischgrätz a Praga, i Jelai a Hongria. El parlament, que havia de discutir la liberalització als països txecs, es reuneix a Viena. Després, a conseqüència de la revolució, es va desplaçar a Moràvia, a Kroměříž. Els diputats que representaven les nacions eslaves feien front a les exigències liberals alemanyes que demanaven la integració d'Àustria a Alemanya seguint la idea d'una Gran Alemanya. Els diputats txecs František Palacký i Frantisek Ladislav Rieger prohibien la política de l'austroslavisme, d'una Àustria forta i independent, federalitzada i organitzada sobre la base de la igualtat de nacions.
El 2 de desembre de 1848, després que es calmés una mica la major vaga revolucionària, Ferran I, de sobrenom «el Bo» per als txecs i eslovacs, va abdicar. Francesc Josep I, el seu nebot, que no portava el pes de les promeses «irrealitzables» del període revolucionari, va pujar al tron. El nou sobirà va ordenar a l'exèrcit que dissolgués el parlament reunit a Kromeriz, on es preparava una constitució. El desembre de 1851, per decisió de l'emperador, la constitució va ser suspesa. De la revolució de 1848, no va quedar més que la igualtat davant la llei, l'abolició de la servitud, la llibertat religiosa i, en certa manera, la descentralització política.

### La unificació d'Alemanya

#### Amb ferro i sang
Bismarch tenia com a gran projecte unificar tots els territoris de parla alemanya en un únic estat. Això mentre que Polònia o Finlàndia, per exemple, miraven de separar-se de Rússia. Totes dues són projectes nacionalistes però tenen al seu fonament dues voluntats diferenciades que s'han teoritzat.
Existeixen doncs:
- Nacionalisme irredemptista
- Nacionalisme secessionista

Algunes nacions europees com la catalana, la basca, la polonesa o la romanesa, incloïen els dos vessants. Eren nacions oprimides per un o dos imperis i l'objectiu era fer secessió de cadascun d'ells per tot seguit projectar un estat unificat.
Bismarch volia que la unificació alemanya es fes, vulgui com sigui, és a dir, per les bones o per les males, amb "ferro i sang" si calia. I, aquí, és on el projecte nacional de caràcter irredemptista presentava problemes. En efecte, Alemanya, a banda de ser una nació, era un estat imperial en aquella època i degut a les invasions a l'edat mitjana en direcció de l'est, hi havia una part important però minoritària de població eslava que parlava alemany. Ara bé, les nacions txeca, eslovaca o sèrbia es trobaven dins, vulgui ser d'Àustria vulgui ser de la Confederació Germànica. No gaudien de drets civils i en virtut del Congrés de Viena no podien aspirar a res més que ésser una "simple expressió geogràfica" per reprendre els mots del canceller austríac.
A l'oest europeu, nacions com ara Suïssa o Luxemburg, tenien població que parlava alemany però durant el segle xix es construeixen amb un tipus de nacionalisme obert, és a dir, sense tenir en compte la llengua parlada. Per això mateix l'italià o l'alemany són presos com a llengües nacionals sense diferències a Suïssa.
La unificació d'Alemanya havia d'incorporar doncs no només a Suïssa o Luxemburg, sinó també a Txèquia, Leitchenstein, el sud de Dinamarca, Polònia, etc. El model d'un estat, una llengua, promogut no només a Alemanya, sinó també a França, topava amb aquestes minories nacionals que es qualificaven de "nacionalitats". Hi topava perquè el fet que s'hi parlés alemany no era sinònim d'ésser alemanys. L'alemany hi havia estat introduït a l'edat mitjana per vagues d'invasió i a Txèquia, per exemple, hi havia por que la creació d'un únic estat que inclogués tots els territoris alemanys (Gran Alemanya) donés peu a perseguir població txeca de parla txeca. És a dir, en el cas de la integració d'Àustria a l'Alemanya reunificada, temien la dissolució de la nació txeca en una «mar alemanya».
Es va tronar a reproduir la mateixa qüestió amb el projecte nacional hongarès. Si, del costat alemany hi havia por a trobar-se dissol en una "mar alemanya", es tronava a donar el cas amb la secessió hongaresa que formulava igualment un irredemptisme d'esquenes a Àustria. La població hongaresa era molt més majoritària que la resta de nacions incloses a l'Imperi austríac i per això fou molt més necessari atendre a les reivindicacions hongaresos, si Àustria no volia pas desintegrar-se. En vista d'això, resol unir i donar veu a Hongria, en l'anomenada unió personal d'Àustria-Hongria.

#### El sistema de Bach
Els anys 1850 van estar marcats per l'absolutisme de Bach, segons el nom del principal representant del govern, el ministre Alexander Von Bach. L'època es caracteritzà per una limitació dels drets polítics, la centralització del sistema administratiu i el favoritisme enfront de l'Església catòlica en resposta a l'acord amb el Vaticà el 1855. D'altra banda, l'estat s'esforçava a donar suport al desenvolupament industrial i comercial. El règim es va veure obligat a procedir a reformes per causa de la desfeta al nord d'Itàlia. Havia fracassat perquè no era prou fort per impedir la unificació progressiva d'Itàlia. Les derrotes de Magenta i de Solferino, així com l'estat catastròfic de les finances, van forçar els representants del poder a dir als representants de la burgesia que prenguessin part en les decisions. L'Àustria absolutista es va transformar definitivament en monarquia constitucional. Però la constitució de febrer va ser de nou declarada per concessió. Com les dues precedents, no va ser aprovada pels diputats electes. Va aportar, tanmateix, un cert renaixement en la vida política a Àustria. El Consell d'Imperi així creat comprenia dues cambres: la de l'aristocràcia i la Cambra de Diputats. Les nacions de la monarquia van obtenir la possibilitat de defensar els seus interessos. El programa nacional txec esperava obtenir la igualtat nacional, drets cívics i una àmplia descentralització. A Bohèmia, el nombre d'associacions passa de 466 a 4.476 entre 1856 i 1876. El 1862 neix el Sokol.

#### El compromís austro-hongarès

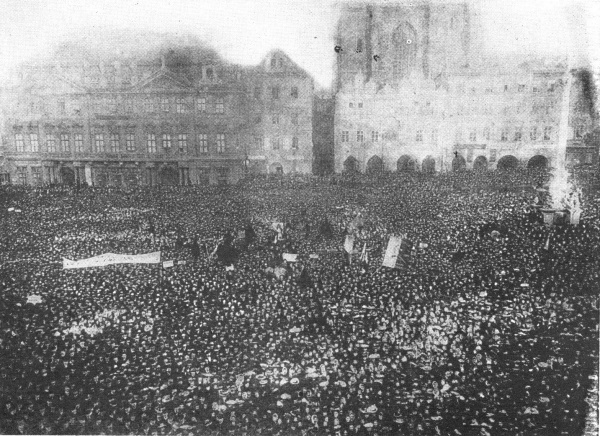
Manifestació pel dret a vot, plaça de la Ciutat Vella a Praga, 28 de novembre del 1905

Àustria s'esforçà sempre a posar en marxa la idea d'una unificació alemanya, la qual cosa va conduir a una rivalitat amb Prússia i després, lògicament, a la guerra. La batalla de Sadowa, prop de Hradec Králové el 1866 va ser guanyada per Prússia. Fora de les repercussions internacionals, com la retirada d'Àustria d'Itàlia i d'Alemanya, la guerra perduda va tenir greus conseqüències en política interior. En va resultar el «reglament austrohongarès»: l'imperi va ser dividit en dues parts, la Cisleitània austríaca i la Transleitània hongaresa, dues parts on el poder de decisió tornava respectivament als alemanys d'una banda i als hongaresos d'altra. Les dues parts estaven lligades per la persona del sobirà, així com per l'àmbit comú dels afers militars, internacionals i financers.
La constitució de desembre de 1867 va deixar el sobirà en una posició forta: sagrat, intocable i sense haver de retre comptes a ningú, amb el dret d'emetre decrets quan el Consell d'imperi no estigués reunit. Al començament, el dret de vot no era ni general ni igual. El dret de vot universal masculí no fou aplicat per primer cop a les eleccions parlamentàries fins al 1907.
El reglament austrohongarès havia oblidat les reivindicacions txeques. Com a reacció, es van organitzar grans concentracions populars en llocs assenyalats vinculats a la història txeca: Rip, Vítkov, Blaník. El 1871, els representants txecs van negociar amb el govern austríac «articles fonamentals». Es tractava d'un projecte de reglament txecoaustríac, però amb una unió més estreta que la que existia entre Hongria i Àustria. Les competències del parlament txec van ser reforçades, s'hi instaurà un govern local i el regne fou dividit en dues parts, txeca i alemanya. El projecte va xocar amb el rebuig entre els alemanys de Bohèmia i el viu descontentament dels hongaresos. El govern va caure i el reglament txecoaustríac amb ell. El fracàs de les negociacions va portar els partits polítics txecs a prosseguir amb la seva oposició passiva i es negaren a participar en els treballs del parlament local i del Consell d'Imperi.
La política d'oposició passiva es va acabar el 1878, quan els partits polítics es van adonar que, participant en les decisions, guanyarien més que abstenint-se. El nou enfocament en forma de febles concessions de part de l'estat va ser anomenat, amb menyspreu, la «política de les engrunes». Fou Frantisek Ladislav Rieger qui crear aquesta expressió quan va voler posar l'accent sobre les aportacions i els beneficis de la política activa dels partits txecs. Es tractava, per exemple, de l'escissió de la Universitat de Praga en una Universitat Carolina de Praga txeca i una Universitat Ferran alemanya; de l'emissió de reglamentacions lingüístiques que permetien utilitzar la llengua txeca per comunicar-se amb l'administració, etc. La representació txeca, a l'origen unida, es va dividir en dos corrents: els vells txecs, més conservadors, i els joves txecs, més radicals. L'última temptativa d'un reglament txecohongarès, llançada pels vells txecs el 1890, es va encallar a conseqüència del rebuig categòric dels joves txecs i a la manca d'interès de la població.
Amb el temps, les relacions entre els txecs i els alemanys es van deteriorar cada vegada més. Els alemanys representaven aproximadament un terç de la població a Bohèmia i a Moràvia. En certes regions, molt particularment a les frontereres, les Sudetenland, en formaven fins i tot una majoria homogènia. Els txecoslovacs volien mantenir la indivisibilitat de l'estat i obtenir la utilització de la llengua txeca tant en les relacions de la població amb l'administració, com també entre les mateixes administracions. Els alemanys, per contra, s'esforçaven a crear un territori alemany autònom a Bohèmia i a dividir tota l'administració en institucions txeca i alemanya tot conservant l'alemany com a llengua oficial. Els conflictes van veure la llum basant-se en la incompatibilitat de les reivindicacions dels dos partits. Després del boicot de la feina del parlament nacional pels alemanys de Bohèmia i l'agreujament dels problemes financers de l'estat, la gestió descentralitzada a Bohèmia va ser suspesa per decrets imperials el 1913. La gestió de l'estat va ser atribuïda, de manera anticonstitucional, a una comissió administrativa.

#### Força industrial a la perifèria de l'Imperi austrohongarès
A Txèquia s'hi desenvolupa la indústria i Bohèmia esdevé la conca industrial de l'Imperi austrohongarès. El desenvolupament industrial i comercial es reflecteix en el de l'educació, de la cultura i del sentiment nacional txec. Els primers diaris txecs són publicats a partir de 1869, sorgeix el teatre en txec; el 1882, la Universitat Carolina de Praga s'escindeix en dues entitats: una de txeca i una d'alemanya. El 1883 s'edifica el Teatre Nacional Txec sobre la riba dreta del Vltava. S'hi interpreta la simfonia Má vlast de Bedřich Smetana i no es poden comprendre els acords del poema simfònic Vltava (el riu que travessa Bohèmia) sense imaginar que és un cant patriòtic.
És un període d'intensa competició tant industrial com cultural entre els ciutadans txecs lleugerament revengistes i els súbdits alemanys. Aquests últims construeixen el Neuer Deutscher Theater (avui l'Òpera estatal) per superar els esforços txecs al Teatre Nacional; quan s'erigeix el Museu Nacional de Praga a la plaça Venceslau, els alemanys reaccionen igualment. A més a més, la Revolució Industrial duu a la creació dels primers partits polítics de tendència social-dremòcrata i això no agradava gens ni mica al règim imperial austríac. Els partits varen contribuir a diverses vagues amb què es demanava l'ampliació dels drets civils com ara poder implantar el sufragi universal.
Donat que l'imperi es troba debilitat políticament i desfet militarment a l'acabament de la Primera Guerra Mundial, els txecs aconsegueixen la seva independència: el 30 d'octubre de 1918, el Consell Nacional Txec anuncia la creació d'un estat txecoslovac independent.
L'exèrcit i certes estructures econòmiques (entre els quals la Legiobanka) es construeixen a partir de les antigues legions txeques.

### Les dues guerres mundials

#### La primera República txecoslovaca (1918-1939)

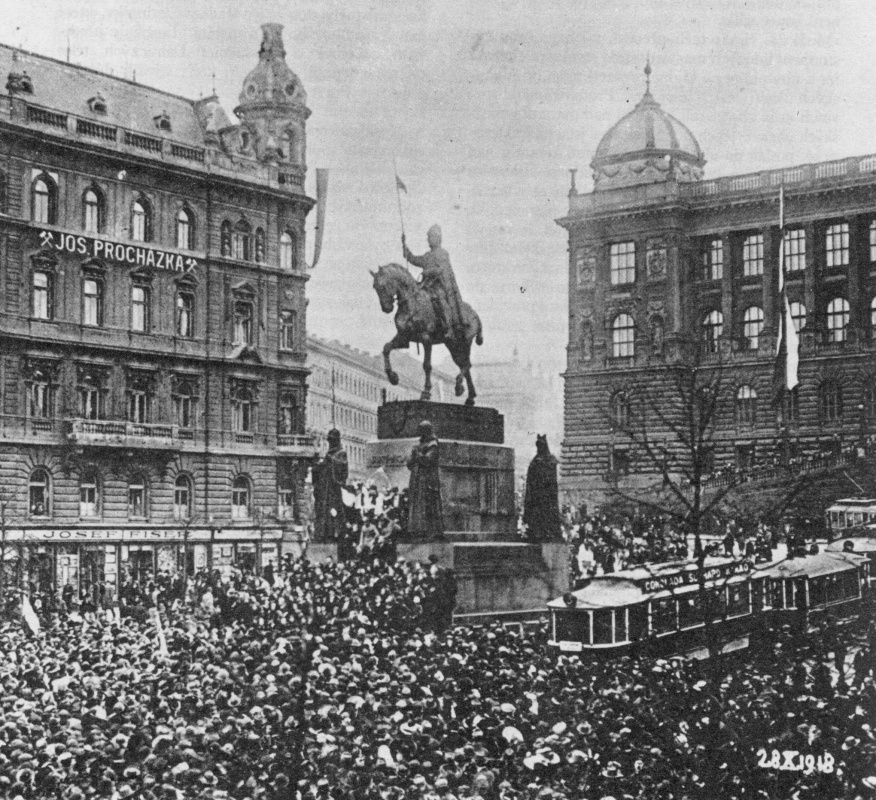
Manifestació a la plaça Venceslau, el 28 d'octubre del 1918

El 1919, el tractat de Saint-Germain-en-Laye estableix el desmembrament de l'Imperi Austrohongarès i valida la creació, a l'octubre del 1918 de la Primera República Txecoslovaca sobre una base nacional promoguda pel txec Tomáš Garrigue Masaryk i l'eslovac Milan Rastislav Stefánik, els txecoslovacs i els eslovacs de manera conjunta representen un 50% de la població total al costat dels alemanys (Sudets), ucraïnesos, polonesos i hongaresos (sense comptar les minories jueves sovint germanòfones, i els gitanos). De fet, cap nació no és realment majoritària sobre «el seu» propi territori i els primers anys de la Txecoslovàquia independent estan marcats per fortes tensions nacionalistes que minen la vida política.
La minoria alemanya no és convidada a participar en l'elaboració de la constitució de la nova república. Les primeres eleccions es desenvolupen el 18 d'abril del 1920 i, fins a l'annexió alemanya de 1938-1939, les poblacions de la República Txecoslovaca seran convidades a participar en els diferents escrutinis respectant el calendari previst per la Constitució.
L'arribada de Hitler al poder el 1933 i l'Anschluss amb Àustria el 1938 fa témer que Txecoslovàquia, amb els seus tres milions d'alemanys dels Sudets concentrats sobre els marges de l'estat que voregen el Reich i menats pel Partit Alemany dels Sudets, el partit autonomista de Konrad Henlein, sigui la propera de la llista. Hitler demana la retrocessió dels Sudetenland, i obté la victòria de la seva causa amb l'Acord de Múnic: l'1 d'octubre del 1938, els Sudets són ocupats. El 15 de març del 1939, és tota la part txeca la que és ocupada i esdevé el Protectorat de Bohèmia i Moràvia mentre que la República eslovaca declara la seva autonomia sota el govern de Jozef Tiso; i l'extrem oriental de la República és ocupat per l'Hongria de l'almirall Horthy. França no va intervenir-hi per defensar l'estat, malgrat els acords de defensa mutus.
És la fi d'un període que, tot i els incessants problemes polítics (tensions nacionalistes a l'interior, amenaça bolxevic a la part oriental) i econòmics (crisi de 1929), és percebut com una edat d'or pels txecs.

## La segona República txecoslovaca i la federalització (1945-1992)

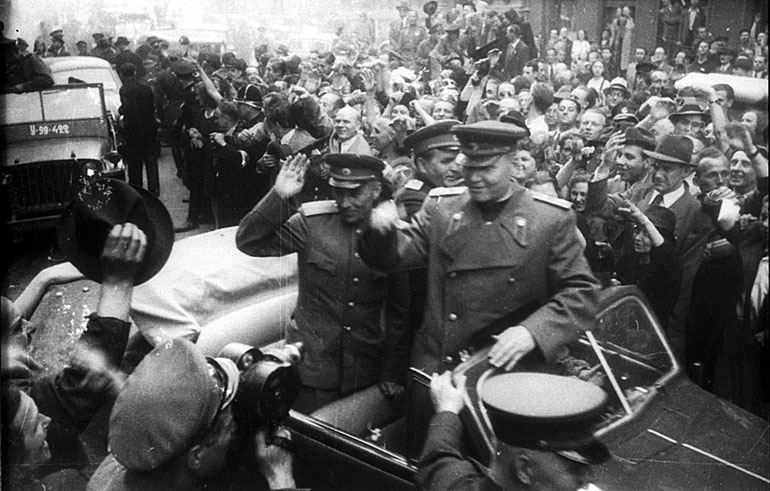
El mariscal Ivan Kóniev en el moment de l'Alliberament de Praga, el maig de 1945

El maig de 1945, la República txecoslovaca és restablerta en les seves fronteres inicials (les Sudetenland són reintegrades) a excepció de la part ucraïnesa (annexada el 1938 per Hongria), que és absorbida per la Unió Soviètica.
El president Edvard Beneš emet els "decrets Benes" que, en aplicació de la Conferència de Potsdam, expulsen del territori txecoslovac les minories alemanyes i hongareses i confisquen els seus béns. A canvi d'això, l'estat txec no reclama danys de guerra a l'Alemanya vençuda. Això tindrà una incidència després de la caiguda del règim comunista; el nou estat democràtic decideix restituir els béns confiscats el 1948 però només els realitzats durant l'època comunista, en considerar que (legals o no) els decrets Beneš havien estat l'acció d'un govern democràticament escollit i no era necessari «revisar-los». Aquesta decisió serà discutida pels alemanys originaris de les Sudetenland, fortament actius políticament a Baviera sobretot, però no serà reoberta per Alemanya.

### El període comunista
El febrer 1948 els comunistes prenen el poder. Klement Gottwald institueix, seguint el model estalinista, un culte a la personalitat; instaura un règim de terror sota la fèrula de la Seguretat d'estat txecoslovaca, com ho testimonia l'eliminació dels opositors demòcrates com Milada Horáková el 1950 o els processos de Praga del 1952, que apunten a l'eliminació de comunistes de la primera fornada com Rudolf Slánsky, secretari general del Partit Comunista de Txecoslovàquia. Gottwald morirà poc després de Stalin.
Desempallegada de tensions nacionalistes amb les minories alemanya i hongaresa, Txecoslovàquia es divideix aviat i el fossat que separa els txecs dels eslovacs no deixa d'eixamplar-se. És la federalització creixent de la República (un parlament txec, un parlament eslovac i un parlament federal txecoslovac, un executiu txec, un executiu eslovac, un executiu federal, i més important que tot, en un estat del bloc comunista: un Partit Comunista Txec, un Partit Comunista d'Eslovàquia, etc.) i la «guerra del guionet», que il·lustra la divisió de les dues entitats nacionals: d'ara endavant és convenient escriure txec-eslovac i Txec-Eslovàquia.
La Primavera de Praga, a partir de gener 1968, tracta d'establir un socialisme amb rostre humà, experiència que s'acaba amb la invasió dels exèrcits del Pacte de Varsòvia a excepció dels de Romania, l'agost del mateix any. Comença llavors el que els txecoslovacs diuen la "normalitzacció": un estat policíac, una seguretat interior molt poderosa, una caça del dissident arreu.
Contràriament a Polònia on l'Església catòlica romana té un paper de primer pla, són els intel·lectuals els que es comprometen a Praga per una societat més justa i més democràtica. El manifest de les 2.000 paraules i la carta 77 reflecteixen aquest compromís.
Quan, el novembre de 1989, els estudiants es manifesten a favor de la democràcia, és un Partit Comunista fossilitzat, ja caigut en la majoria dels «països germans» (Polònia, Hongria, RDA) qui llança la seva policia contra els estudiants. Afortunadament, no cal lamentar cap víctima i la mobilització ciutadana massiva i pacifista assegurarà una transició política suau, en una Revolució de Vellut.

## La República Txeca independent (1993)

### El divorci de Vellut
Preparada, com s'ha vist, des del període totalitari, la separació de les Repúbliques txeca i eslovaca és una formalitat negociada des de la celebració de les primeres eleccions democràtiques entre els dos primers ministres, Václav Klaus i Vladimír Mečiar. Els actius i els deutes de l'estat federal són dividits segons regles simples: o bé en funció de la localització geogràfica (a Txèquia o a Eslovàquia), o bé en funció de la ràtio 2/3 (per a la part txeca) 1/3 (per a l'eslovaca). La dissolució de la República federal txeca i eslovaca és efectiva l'1 de gener del 1993.

### La integració a la Unió Europea
Aprovada per referèndum el 2003, l'entrada de la República Txeca a la Unió Europea, ratificada pel tractat d'Atenes del 16 d'abril del 2003, entra en vigor l'1 de maig del 2004.
La cambra de diputats va aprovar el tractat de Lisboa el 18 de febrer del 2009, ratificat pel president txec, Václav Klaus, el 3 de novembre del 2009.
La República Txeca no participa en el mecanisme de tipus de canvi europeu i pot encara en tot moment decidir sola un canvi del seu tipus de canvi, en els límits fixats pel tractat d'adhesió. L'adopció de l'euro ha estat objecte de discussions parlamentàries i encara no té data definida.